# تبعات الاحتباس الحراري

موجز آثار تغير المناخ.

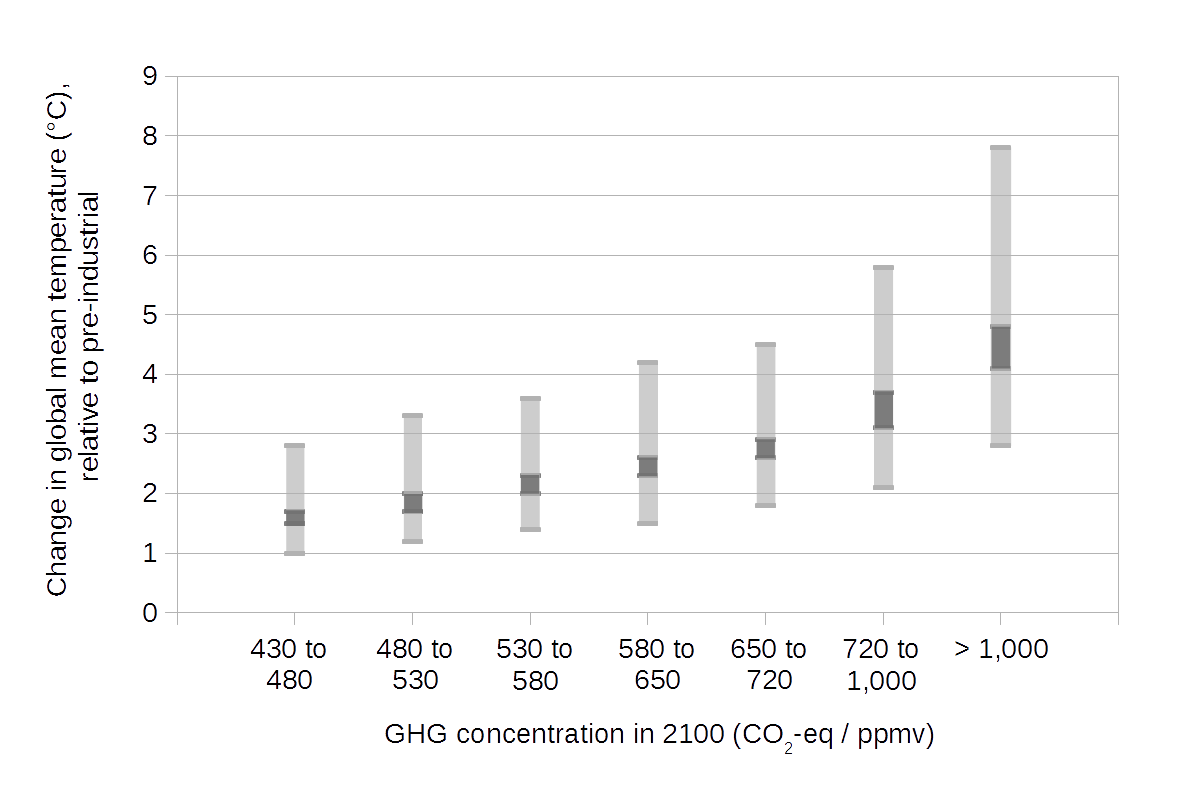
الاحترار العالمي المتوقع في عام 2100 لمجموعة من سيناريوهات الانبعاثات.

آثار الاحتباس الحراري هي التغيرات البيئية والاجتماعية الناجمة بشكل مباشر أو غير مباشر عن الانبعاثات البشرية نتيجة إصدارغازات دفيئة بشرية المنشأ. هناك إجماع علمي على أن تغير المناخ يحدث وأن الأنشطة البشرية هي المحرك الأساسي. وقد لوحظت بالفعل آثار كثيرة لتغير المناخ، بما في ذلك تراجع الأنهار الجليدية  والتغيرات في توقيت الأحداث الموسمية  (مثلا: ازدهار النباتات سابقا)، والتغيرات في الإنتاجية الزراعية.
وستختلف الآثار المستقبلية لتغير المناخ تبعا لسياسات تغير المناخ  والتنمية الاجتماعية. وتهدف السياسات الرئيسية لمعالجة تغير المناخ إلى الحد من انبعاثات الغازات الدفيئة البشرية (التخفيف من آثار تغير المناخ) والتكيف مع آثار تغير المناخ. الهندسة الجيولوجية هي خيار آخر للسياسة.
ويمكن لسياسات تغير المناخ على المدى القريب أن تؤثر تأثيرا كبيرا على آثار تغير المناخ على المدى الطويل. وقد تكون سياسات التخفيف الصارمة قادرة على الحد من الاحترار العالمي (في عام 2100) إلى حوالي 2 درجة مئوية أو أقل مقارنة بمستويات ما قبل الصناعة. وبدون التخفيف، قد يؤدي الطلب المتزايد على الطاقة والاستخدام الواسع للوقود الأحفوري  إلى ارتفاع درجة حرارة الأرض بنحو 4 درجات مئوية. كما أن ارتفاع درجة حرارة الاحترار العالمي سيكون أكثر صعوبة للتكيف مع  ومن شأنه أن يزيد من مخاطر الآثار السلبية.

## تعريفات
في هذه المقالة «تغير المناخ» يعني تغير المناخ الذي يستمر على مدى فترة طويلة من الزمن. وتعرف المنظمة العالمية للأرصاد الجوية هذه الفترة الزمنية ب 30 عاما. ومن أمثلة تغير المناخ زيادات في درجة الحرارة السطحية العالمية (الاحترار العالمي) والتغيرات في أنماط هطول الأمطار والتغيرات في تواتر الظواهر الجوية القاسية. وقد تكون التغيرات في المناخ ناجمة عن أسباب طبيعية مثل التغيرات في ناتج الشمس أو بسبب الأنشطة البشرية مثل تغير تكوين الغلاف الجوي. وستحدث أي تغيرات في النشاط البشري في المناخ على خلفية التغيرات المناخية الطبيعية  والتغيرات في النشاط البشري مثل النمو السكاني على الشواطئ أو في المناطق القاحلة التي تزيد أو تقلل من هشاشة المناخ.
كما يشير مصطلح «إجبار الإنسان» إلى التأثير الذي يمارسه الإنسان على البيئة أو البيئة الكيميائية في مقابل عملية طبيعية.

## خلفية
توصل العلماء إلى استنتاجٍ موثوق جدًا بأن الأنظمة الفيزيائية والبيولوجية في جميع القارات وفي معظم المحيطات تأثرت بالتغيرات المناخية الأخيرة، لا سيما الزيادات الإقليمية في درجات الحرارة. وتشمل التأثيرات تغييرات في أنماط هطول الأمطار الإقليمية، والنمو المبكر لأوراق الأشجار والنباتات في العديد من المناطق؛ انتقال الأنواع باتجاه مناطق خطوط عرض وطول أعلى في نصف الكرة الشمالي؛ والتغيرات في موجات هجرة الطيور في أوروبا وأمريكا الشمالية وأستراليا؛ وتحول العوالق والأسماك في المحيطات من مجتمعات متكيفة مع المناخ البارد إلى مجتمعات متكيفة مع المناخ الحار.
يمكن ملاحظة تأثير الإنسان على المناخ من خلال النمط الجغرافي للاحترار الملحوظ، مع ارتفاعات أكثر في درجات الحرارة على الأرض وفي المناطق القطبية بدلًا من المحيطات. يمكن باستخدام النماذج التعرف على «العلامة» البشرية للاحترار العالمي في كل من المناطق البرية والمحيطية.

## المناطق المتأثرة بشكل خاص
تعد المناطق القطبية الشمالية وأفريقيا والجزر الصغيرة والدلتا الآسيوية على الأرجح أكثر المناطق المتأثرة بالتغير المناخي المستقبلي.
بعض الناس في مناطق أخرى هم أكثر عرضة للخطر الناتج عن التغير المناخي المستقبلي، كالفقراء والأطفال الصغار وكبار السن.

### المنطقة القطبية الشمالية
من المحتمل أن يتأثر القطب الشمالي بشكل خاص بالتغير المناخي بسبب المعدل المرتفع المتوقع للاحترار الإقليمي والآثار المرتبطة به. قيم أنيسيموث وآخرون (2007) توقعات درجة الحرارة لمنطقة القطب الشمالي. هذه المعدلات المقترحة هي في الواقع متوسط احترار سيتراوح بين 2 درجة مئوية و9 درجة مئوية بحلول عام 2100. يعكس هذا النطاق توقعات مختلفة لنماذج مناخية مختلفة، وتعمل بسيناريوهات قسرية مختلفة. يعد التأثير الإشعاعي مقياسًا لتأثير النشاطات البشرية والطبيعية على المناخ. على سبيل المثال، تعكس السيناريوهات القسرية المختلفة توقعات مختلفة لانبعاثات الغازات الدفيئة الناتجة عن البشر في المستقبل.

### إفريقيا
تعد إفريقيا على الأرجح أكثر القارات عرضةً للتغيير المناخي. توقع بوكو وآخرون (2007) بثقة أن عدة مناطق ودول أفريقية، إضافة إلى الإنتاج الزراعي والأمن الغذائي سيتأثرون بشكل كبير بالتغيير المناخي وبتقلب المناخ.
أصدر برنامج البيئة التابع للأمم المتحدة (يو إن إي بّي، 2007) تقييمًا بيئيًا لما بعد الصراع في السودان. وفقًا لهذا البرنامج البيئي فإن الضغوطات البيئية في السودان ترتبط ببعض القضايا السياسية والاقتصادي والاجتماعية، كنزوح السكان والتنافس على الموارد الطبيعية. يُعتقد أن التغير المناخي الإقليمي، من خلال انخفاض هطول الأمطار، كان أحد العوامل التي ساهمت في النزاع في دارفور. يمكن للتغير المناخي إلى جانب مشاكل بيئية أخرى أن يؤثر على التطور المستقبلي في السودان. كانت إحدى التوصيات التي قدمها برنامج البيئة التابع للأمم المتحدة (2007) هي أن يساعد المجتمع الدولي السودان في التكيف مع التغير المناخي.
تعاني كينيا الواقعة في منطقة القرن الأفريقي أيضًا من قابلية عالية للتعرض لتأثيرات التغير المناخي. تشمل المخاطر الرئيسية للمناخ حالات الجفاف والفيضانات مع توقعات كبيرة بهطول أمطار أكثر كثافة وأقل قابلية للتنبؤ. إضافة إلى ذلك، تتنبأ التوقعات الأخرى بارتفاع في درجات الحرارة بمقدار 0.5 إلى 2 درجة مئوية. قد تؤدي ظروف المستوطنات غير المنظمة أو «الأحياء الفقيرة» في المستوطنات الحضرية المزدحمة في نيروبي، كينيا، إلى تفاقم آثار التغير المناخي والمخاطر المرتبطة بالكوارث. على وجه الخصوص، غالبًا ما تؤدي الظروف المعيشية للمستوطنات الكبيرة غير المنظمة إلى «مناخ صغير» أكثر دفئًا بسبب مواد بناء المنازل، ونقص التهوية، والمساحات الخضراء المتناثرة وضعف القدرة على الوصول إلى الطاقة الكهربائية وإلى غيرها من الخدمات. للتخفيف من المخاطر المتعلقة بالتغيير المناخي في هذه المستوطنات المجاورة غير المنظمة، سيكون من المهم تحسين هذه المستوطنات من خلال تدخلات التنمية الحضرية المصممة لمقاومة المناخ. تشمل هذه التدخلات تحسينات تتعلق بالنفايات.

### الجزر الصغيرة والكبيرة
تعد الدول الجزرية الصغيرة النامية معرضة بشكل خاص لتأثيرات التغير في المناخ. تعد الظروف الجوية القاسية والشديدة جزءًا من الحياة اليومية فيها لأن هذه الجزر الصغيرة تجد صعوبة في التكيف مع ارتفاع حجم وكثافة المد العاصفي، وتسرب المياه المالحة وتدمير السواحل.
سيكون الضرر المتوقع أن يلحق بالجزر الصغيرة والمجتمعات الجزرية نتيجةً للتغير المناخي الذي تسببه الدول النامية والذي سيؤثر بشكل غير متكافئ على هذه الدول. من المتوقع أن يؤدي ارتفاع مستوى سطح البحر وتزايد الأعاصير المدارية إلى تعريض الجزر الصغيرة في مناطق المحيط الهادئ والهند والبحر الكاريبي لخطر الغمر وتشريد السكان.

### دول جنوب المحيط الهادئ والدول المرجانية
وفقًا لدراسة عن قابلية تأثر الدول الجزرية في جنوب المحيط الهادئ بارتفاع مستوى سطح البحر والتغير المناخي، فإن سكان الجزر المرهقون ماليًا والذين يعيشون في المناطق الأدنى، هم أكثر عرضة لخطر الغمر والنزوح. على جزر فيجي، وتونغا وغرب ساموا على سبيل المثال، توجد أعداد كبيرة من المهاجرين الذين انتقلوا من الجزر الخارجية يسكنون المناطق السفلى وغير الآمنة على امتداد السواحل.
تعد الدول الجزرية التي تشمل الدول المكونة بالكامل من أصغر شكل من الجزر، وتسمى موتوس، معرضة لخطر نزوح السكان بالكامل. تشمل هذه الدول كيريباتي وجزر المالديف وجزر مارشال وتوكيلاو وتوفالو. وفقًا لدراسة عن مخاطر المناخ على البلدان المرجانية، فإن خصائص الجزر المرجانية التي تجعلها أكثر عرضة لازدياد مستوى سطح البحر ولتأثيرات التغيرات المناخية الأخرى تتضمن صغر حجمها، وانعزالها عن الأراضي الأخرى، ومواردها ذات العائد المنخفض وافتقارها للبنى التحتية الوقائية.
وجدت دراسة تناولت تجارب السكان في المجتمعات الجزرية أن الهويات الثقافية لهؤلاء السكان مرتبطة ارتباطًا وثيقًا بهذه الأراضي. تهدد خطورة خسارة هذه الأراضي السيادة الوطنية، أو الحق في تقرير المصير للدول الجزرية. يناقش ناشطو حقوق الإنسان بأن فقدان الثقافات وأساليب حياة السكان الأصليين لا يمكن تعويضهما بالوسائل المالية. يقترح بعض الباحثون بأن تركيز الحوارات الدولية على هذه القضايا يجب أن يتحول من مناقشة طرق نقل مجتمعات بأكملها إلى مناقشة استراتيجيات تسمح لهذه المجتمعات بدلًا من ذلك بالبقاء على أراضيها.

### الشرق الأوسط
تعد منطقة الشرق الأوسط إحدى أكثر المناطق المعرضة للتغير المناخي. تشمل التأثيرات زيادة في ظروف الجفاف، والقحط، وموجات الحر وارتفاع مستوى سطح البحر. إذا لم يتم تقليل انبعاثات الغاز الدفيئة، فإن المنطقة يمكن أن تصبح غير قابلة للسكن بحلول عام 2100.

### جنوب شرق آسيا
تعد الدول العشرة المضمنة في رابطة دول جنوب شرق آسيا من ضمن الدول الأكثر عرضة لتأثيرات التغير المناخي في العالم، مع ذلك، فإن جهود التخفيف من آثار المناخ لا تتناسب مع التهديدات والمخاطر التي تواجهها.

## تغيرات درجة الحرارة
وتفسر هذه المادة بعض آثار تغير المناخ وفقا لمستويات مختلفة من الاحترار العالمي في المستقبل. وقد استخدمت هذه الطريقة لوصف الآثار على سبيل المثال في تقارير التقييم التي أعدها الفريق الحكومي الدولي المعني بتغير المناخ بشأن تغير المناخ. ويظهر سجل درجة الحرارة في درجة حرارة الهواء حوالي 0.6 درجة مئوية خلال القرن العشرين.

### سيناريوهات الأنبعاثات
والمستوى المستقبلي للاحترار العالمي غير مؤكد ولكن تم وضع مجموعة واسعة من التوقعات  وقد استخدمت سيناريوهات الأنبعاثات التي وضعها الفريق الحكومي الدولي المعني بتغير المناخ في كثير من الأحيان لتقديم توقعات تغير المناخ في المستقبل  سيناريوهات التقرير الخاص عن سيناريوهات الانبعاثات هي سيناريوهات «خط الأساس» (أو «مرجعية») مما يعني أنها لا تأخذ في الاعتبار أي التدابير الحالية أو المستقبلية للحد من انبعاثات غازات الدفيئة (مثل بروتوكول كيوتو لاتفاقية الأمم المتحدة الإطارية بشأن تغير المناخ واتفاقات كانكون). وتقارن إسقاطات الانبعاثات لسيناريوهات سريس بشكل عام في نطاق سيناريوهات الانبعاثات الأساسية التي وضعها المجتمع العلمي.
وفي تقرير التقييم الرابع للجنة الدولية للتغيرات المناخية كان من المتوقع حدوث تغيرات في متوسط درجات الحرارة العالمية في المستقبل باستخدام سيناريوهات الانبعاثات «علامة» الستة التي وضعتها الهيئة. وتمثل إسقاطات الانبعاثات لسيناريوهات العلامات الستة "SRES" مجموعة كاملة من سيناريوهات الأربعين SRES. بالنسبة لأدنى سيناريو علامة الانبعاثات ("B1" - انظر لمقالة SRES للحصول على تفاصيل حول هذا السيناريو) فإن أفضل تقدير لدرجة الحرارة المتوسطة العالمية هو زيادة قدرها 1.8 درجة مئوية (3.2 درجة فهرنهايت) بنهاية القرن ال 21. هذا الإسقاط هو بالنسبة لدرجات الحرارة العالمية في نهاية القرن العشرين. نطاق «المرجح» (أكبر من 66٪ احتمال استنادا إلى حكم الخبراء)  والتقرير الخاص عن سيناريوهات الانبعاثات B1 هو 1.1-2.9 درجة مئوية (2.0-5.2 درجة فهرنهايت). وبالنسبة لأعلى سيناريو علامة الانبعاثات (A1F) فإن أفضل تقدير لزيادة متوسط درجة الحرارة العالمية هو 4.0 درجة مئوية (7.2 درجة فهرنهايت) مع نطاق «مرجح» من 2.4-6.4 درجة مئوية (4.3-11.5 درجة فهرنهايت).
ويعكس المدى في توقعات درجات الحرارة جزئيا (1) اختيار سيناريو الانبعاثات و (2) «حساسية المناخ»  وبالنسبة للسيناريوهات المختلفة فإن هناك افتراضات مختلفة للتنمية الاجتماعية والاقتصادية في المستقبل (على سبيل المثال: النمو الاقتصادي ومستوى السكان وسياسات الطاقة) وهو ما يؤثر بدوره على إسقاطات انبعاثات غازات الدفيئة  يرتبط الحجم المتوقع للاحترار بحلول عام 2100 ارتباطا وثيقا بمستوى الانبعاثات التراكمية على مدى القرن الحادي والعشرين (أي مجموع الانبعاثات بين 2000-2100). وكلما ارتفعت الانبعاثات التراكمية خلال هذه الفترة الزمنية، كلما كان من المتوقع حدوث ارتفاع درجة الحرارة.
(2) يعكس عدم اليقين في استجابة النظام المناخي لانبعاثات غازات الدفيئة السابقة والمستقبلية والتي تقاس بحساسية المناخ  تؤدي التقديرات العالية لحساسية المناخ إلى ارتفاع درجة الحرارة المتوقعة في حين أن تقديرات أقل من تؤدي حساسية المناخ إلى انخفاض الاحترار المتوقع.
وعلى مدى الألفيات القادمة تشير الإسقاطات إلى أن الاحترار العالمي يمكن أن يكون لا رجعة فيه. حتى لو خفضت الانبعاثات بشكل كبير فإن درجات الحرارة العالمية ستبقى قريبة من أعلى مستوى لها لمدة 1000 سنة على الأقل (انظر القسم التالي حول عدم الرجوع).

### الاحترار المتوقع في السياق
| refer to caption and adjacent text | refer to caption and adjacent text |

وقد استخدم العلماء بيانات «بروكسي» مختلفة لتقييم التغيرات السابقة في مناخ الأرض (علم المناخ القديم). وتشمل مصادر البيانات الوسيطة سجلات تاريخية (مثل سجلات المزارعين) وخواتم الأشجار والشعاب المرجانية وحبوب اللقاح الأحفوريه والنوى الجليدية ورواسب المحيطات والبحيرات. ويشير تحليل هذه البيانات إلى أن الاحترار الأخير غير عادي خلال ال 400 سنة الماضية وربما لفترة أطول. بحلول نهاية القرن الحادي والعشرين قد ترتفع درجات الحرارة إلى مستوى لم تشهده منذ منتصف البلوسين قبل حوالي 3 ملايين سنة. في ذلك الوقت تشير النماذج إلى أن متوسط درجات الحرارة العالمية كان حوالي 2-3 درجة مئوية أكثر دفئا من درجات الحرارة قبل الصناعية. حتى ارتفاع 2 درجة مئوية فوق مستوى ما قبل الصناعة سيكون خارج نطاق درجات الحرارة التي تعاني منها الحضارة الإنسانية.

## الآثار المادية
| Refer to caption and adjacent text |

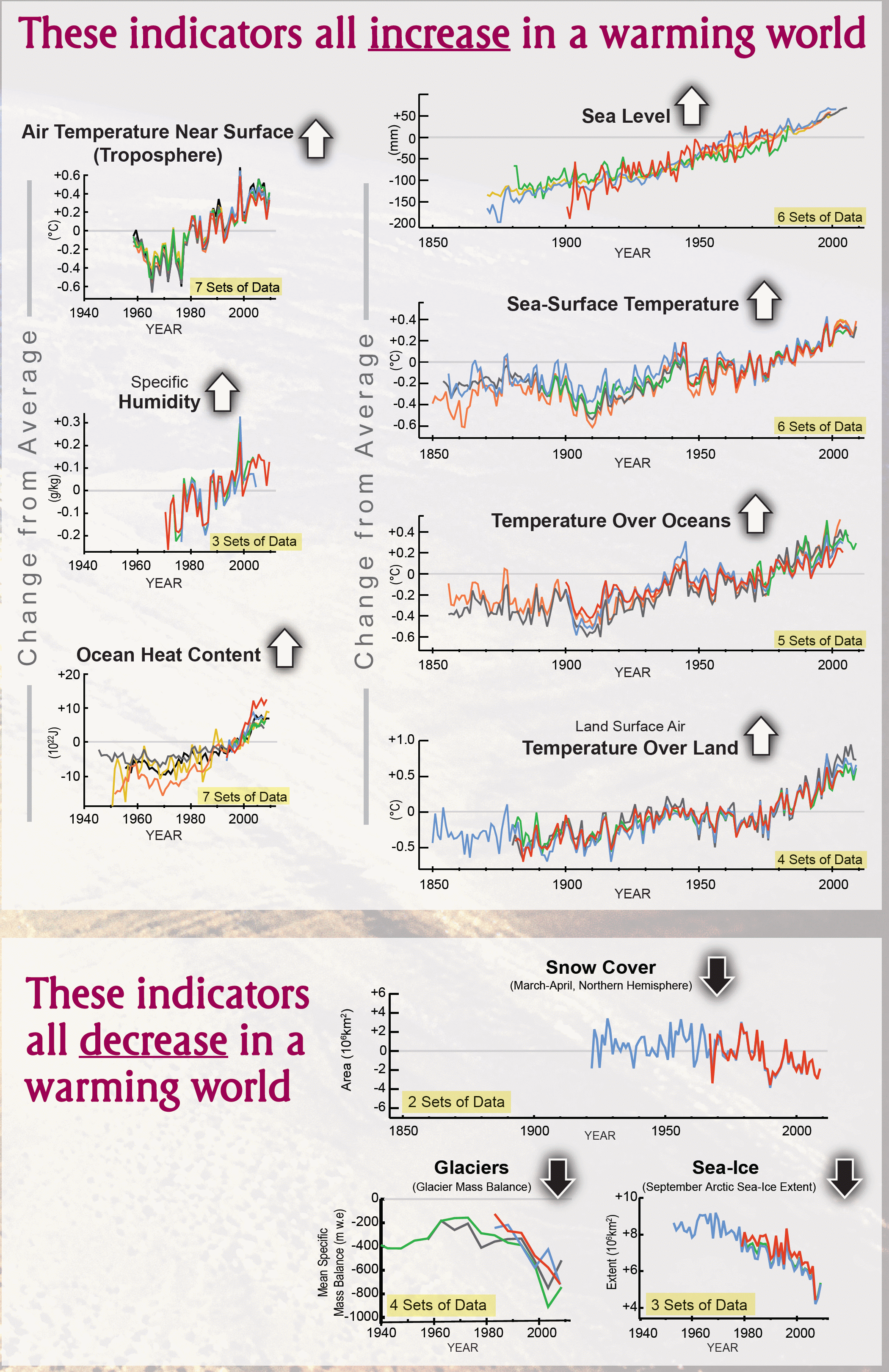
وتظهر هذه المجموعة من الرسوم البيانية تغيرات في مؤشرات المناخ على مدى عدة عقود. كل من خطوط ملونة مختلفة في كل لوحة يمثل مجموعة تحليلها بشكل مستقل من البيانات. البيانات تأتي من العديد من التقنيات المختلفة بما في ذلك محطات الأرصاد الجوية والأقمار الصناعية وبالونات الطقس والسفن والعوامات.

وتظهر مجموعة واسعة من الأدلة أن نظام المناخ قد تحسنت. يظهر الدليل على الاحترار العالمي في الرسوم البيانية المقابلة. وتبين بعض الرسوم البيانية اتجاها إيجابيا مثل زيادة درجة الحرارة على الأرض والمحيطات وارتفاع مستوى سطح البحر. وتظهر رسوم بيانية أخرى اتجاها سلبيا مثل انخفاض الغطاء الثلجي في نصف الكرة الشمالي وانخفاض الجليد البحري في القطب الشمالي. وهناك دلائل على الاحترار واضحة أيضا في النظم الحية (البيولوجية).
وقد ساهمت الأنشطة البشرية في عدد من التغيرات الملحوظة في المناخ. وكانت هذه المساهمة أساسا عن طريق حرق الوقود الأحفوري، مما أدى إلى زيادة تركيز غازات الدفيئة في الغلاف الجوي. وهناك تأثير إنساني آخر على المناخ هو انبعاثات ثاني أكسيد الكبريت، التي هي مقدمة لتشكيل الهباء الجوي كبريتات في الغلاف الجوي.
يمكن أن يؤدي الاحترار الناجم عن الإنسان إلى تغييرات واسعة النطاق، لا رجعة فيها أو مفاجئة في النظم الفيزيائية . ومن الأمثلة على ذلك ذوبان الصفائح الجليدية مما يسهم في ارتفاع مستوى سطح البحر. وتزداد احتمالية الاحترار بعواقب غير متوقعة مع معدل التغير المناخي وحجمه ومدته .

### الآثار على الطقس
وتظهر الملاحظات أن هناك تغيرات في الطقس. ومع تغير المناخ تتأثر احتمالات أنواع معينة من الظواهر الجوية.

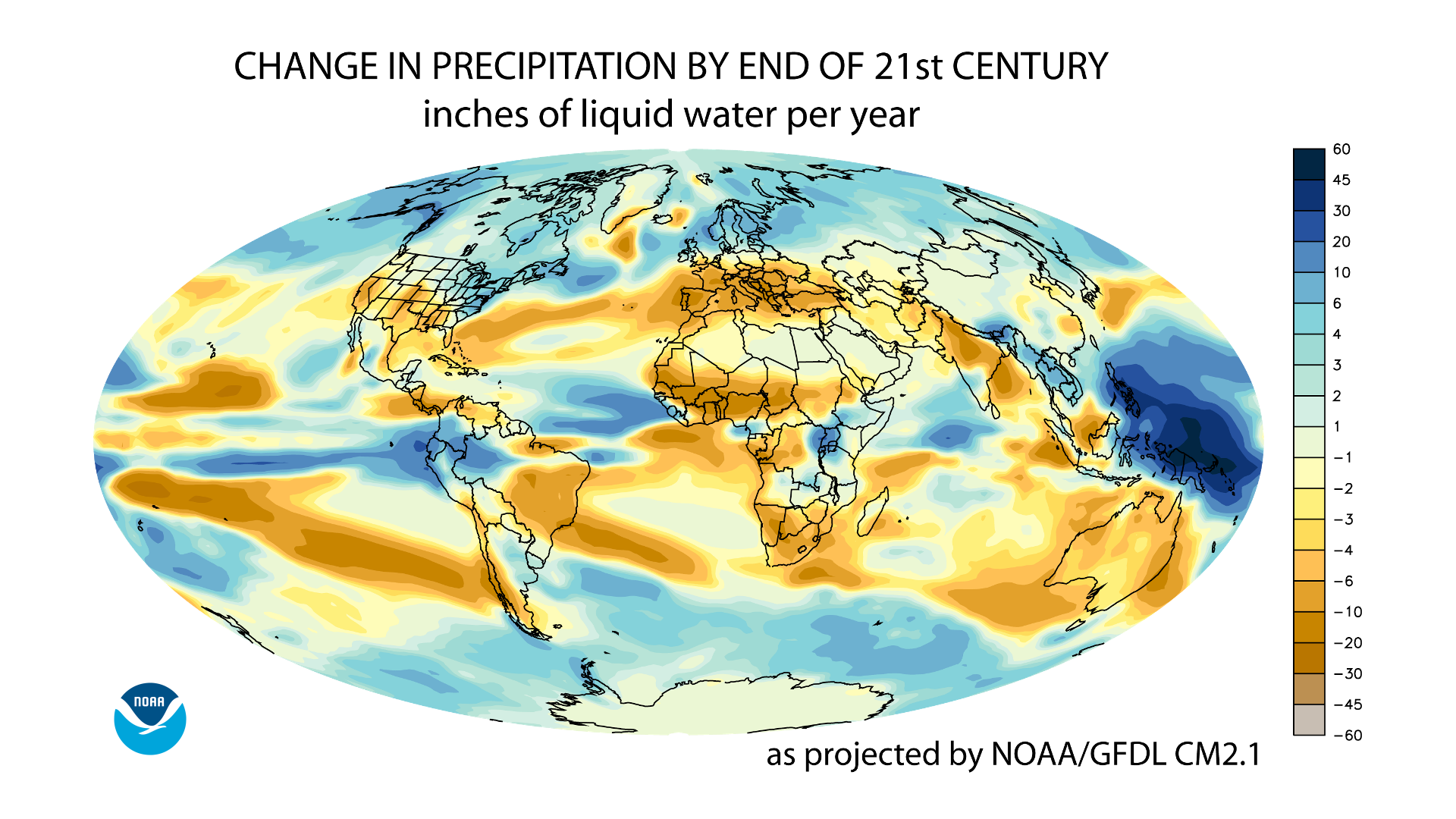
التغير المتوقع في متوسط الهطول السنوي بحلول نهاية القرن الحادي والعشرين، استنادا إلى سيناريوهات الانبعاثات المتوسطة A1B (Credit: NOAA Geophysical Fluid Dynamics Laboratory.2.

وقد لوحظت تغييرات في كمية وكثافة ونوع هطول الأمطار حدثت زيادات واسعة النطاق في هطول الأمطار الغزيرة حتى في الأماكن التي انخفض فيها مجموع كميات الأمطار وبفضل الثقة المتوسطة خلص الفريق الحكومي الدولي المعني بتغير المناخ (2012)  إلى أن التأثيرات البشرية ساهمت في زيادة أحداث هطول الأمطار الغزيرة على النطاق العالمي.
وتظهر توقعات التغيرات المستقبلية في هطول الأمطار الزيادات الإجمالية في المتوسط العالمي ولكن مع حدوث تحولات كبيرة في مكان سقوط الأمطار وهبوطها  وتشير الإسقاطات إلى انخفاض في هطول الأمطار في المناطق شبه الاستوائية وزيادة في هطول الأمطار في خطوط العرض شبه القطبية الاستوائية. وبعبارة أخرى تصبح المناطق الجافة حاليا أكثر جفافا في حين أن المناطق الرطبة حاليا ستصبح عموما أكثر رطوبة. هذا الإسقاط لا ينطبق على كل لغة وفي بعض الحالات يمكن تعديلها من قبل الظروف المحلية.

#### طقس قاس
في معظم المناطق البرية منذ 1950s من المرجح جدا أن يكون هناك أقل أو أكثر دفئا أيام الباردة والليالي. ومن المحتمل جدا أن تصبح الأيام والليالي الحارة أكثر دفئا أو أكثر تواترا. ومن المرجح جدا أن تسهم الأنشطة البشرية في هذه الاتجاهات  وقد تكون هناك تغيرات في الظروف المناخية المتطرفة الأخرى (مثل الفيضانات والجفاف والأعاصير المدارية) ولكن من الصعب تحديد هذه التغيرات.
وتشير التوقعات إلى تغيرات في التردد وشدة بعض الظواهر الجوية القاسية  وتختلف الثقة في التوقعات مع مرور الوقت.
التوقعات على المدى القريب (2016-2035)
ومن المحتمل أن تكون بعض التغييرات (على سبيل المثال الأيام الأكثراعتيادا) واضحة على المدى القريب في حين أن التغيرات الأخرى على المدى القريب (مثل الجفاف الشديد والأعاصير المدارية) أكثر تيقنا .
التوقعات طويلة الأجل (2081-2100)
وسيترافق تغير المناخ في المستقبل مع الأيام الحارة جدا والأيام الباردة جدا. ومن المرجح جدا أن تردد وطول وشدة موجات الحرارة تزيد على معظم مناطق اليابسة. وسيرتبط النمو العالي في انبعاثات غازات الدفيئة البشرية المنشأ بزيادة أكبر في تواتر وشدة درجات الحرارة القصوى.
وبافتراض النمو المرتفع في انبعاثات غازات الدفيئة (السيناريو IPCP8.5 للفريق الحكومي الدولي المعني بتغير المناخ) فإن المناطق الجافة حاليا قد تتأثر بزيادة خطر الجفاف وتخفيض رطوبة التربة. ومن المرجح جدا أن تصبح حالات هطول الأمطار الشديدة أكثر كثافة وتكرارا.
الأعاصير المدارية
وعلى الصعيد العالمي فإن تردد الأعاصير المدارية قد ينخفض أو لا يتغير. ومن المرجح أن تزداد سرعة الرياح العالمية ومعدلات هطول الأمطار في أعالي المناطق المدارية. ومن المحتمل أن تختلف التغيرات في الأعاصير المدارية حسب المنطقة ولكن هذه الاختلافات غير مؤكدة.
آثار المناخ المتطرفة
وستختلف آثار الأحداث المتطرفة على البيئة والمجتمع البشري. بعض التأثيرات ستكون مفيدة على سبيل المثال قد يؤدي عدد أقل من البرد الشديد إلى انخفاض عدد الوفيات الباردة. عموما ومع ذلك فإن الآثار ربما تكون سلبية في الغالب.

### الغلاف الجليدي

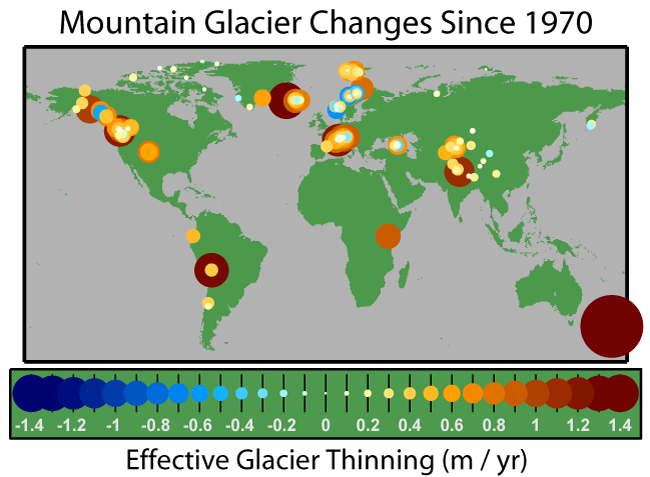
خريطة للتغير في سمك الأنهار الجليدية الجبلية منذ عام 1970. ترقق باللون البرتقالي والأحمروباللون الأزرق.

ويتكون الغلاف الجليدي من مناطق من الأرض مغطاة بالثلوج. وتشمل التغيرات الملحوظة في الغلاف الجليدي انخفاضات في حجم الجليد البحري في القطب الشمالي  والتراجع الواسع لنطاق الأنهار الجليدية في جبال الألب  وخفض الغطاء الثلجي في نصف الكرة الشمالي .
سولومان وآخرون (2007)  قاموا بتقييم الآثار المحتملة لتغير المناخ في الصيف وبافتراض النمو المرتفع في انبعاثات غاز الدفيئة (سريس A2) توقعت بعض النماذج أن الجليد البحري في القطب الشمالي في الصيف يمكن أن يختفي إلى حد كبير بحلول نهاية القرن الحادي والعشرين. وتشير التوقعات الأخيرة إلى أن الصيف القطبي الشمالي يمكن أن يكون خالي من الجليد (يعرف كمسافة جليد أقل من مليون كيلومتر مربع) في وقت مبكر من 2025-2030.
خلال القرن الحادي والعشرين من المتوقع أن تستمر الأنهار الجليدية  والغطاء الثلجي في تراجعها على نطاق واسع. في الجبال الغربية لأمريكا الشمالية من المتوقع أن تؤدي درجات الحرارة المتزايدة والتغيرات في هطول الأمطار إلى انخفاض الثلوج. سنوباك هو التراكم الموسمية للثلوج البطيئة الذوبان. ويمكن أن يسهم ذوبان الصفائح الجليدية في غرينلاند وغرب أنتاركتيكا في ارتفاع مستوى سطح البحر، ولا سيما على مدى فترات زمنية طويلة (انظر القسم المتعلق بجليد غرينلاند وغرب أنتاركتيكا).
ومن المتوقع أن يكون للتغيرات في الغلاف الجليدي آثار اجتماعية. فعلى سبيل المثال في بعض المناطق يمكن أن يؤدي تراجع الأنهار الجليدية إلى زيادة خطر حدوث انخفاض في توافر المياه الموسمية  بارنيت وآخرون (2005) قدروا أن أكثر من سدس سكان العالم يعتمدون على الأنهار الجليدية والثلج على إمدادات المياه.

### المحيطات
ودور المحيطات في الاحترار العالمي أمر معقد وتعمل المحيطات كمغسلة لثاني أكسيد الكربون وتتحمل الكثير مما سيظل في الغلاف الجوي ولكن زيادة مستويات ثاني أكسيد الكربون أدت إلى تحمض المحيطات وعلاوة على ذلك مع ارتفاع درجة حرارة المحيطات تصبح أقل قدرة على استيعاب زيادة انبعاثات ثانى أكسيد الكربون وكان المحيط أيضا بمثابة الحوض في امتصاص حرارة إضافية من الغلاف الجوي  إن الزيادة في محتوى الحرارة في المحيطات أكبر بكثير من أي مخزن آخر للطاقة في ميزان الحرارة للأرض على مدى الفترتين 1961 إلى 2003 و 1993 إلى 2003 وتمثل أكثر من 90٪ من الزيادة المحتملة في المحتوى الحراري لنظام الأرض خلال هذه الفترات.
ومن المتوقع أن يكون للاحترار العالمي عدد من الآثار على المحيطات وتشمل الآثار المستمرة ارتفاع منسوب مياه البحر بسبب التمدد الحراري وذوبان الأنهار الجليدية والصفائح الجليدية وارتفاع درجة حرارة سطح المحيط مما يؤدي إلى زيادة الطبقات الطبقية وتشمل الآثار المحتملة الأخرى تغيرات واسعة النطاق في دوران المحيطات.

#### التحمض

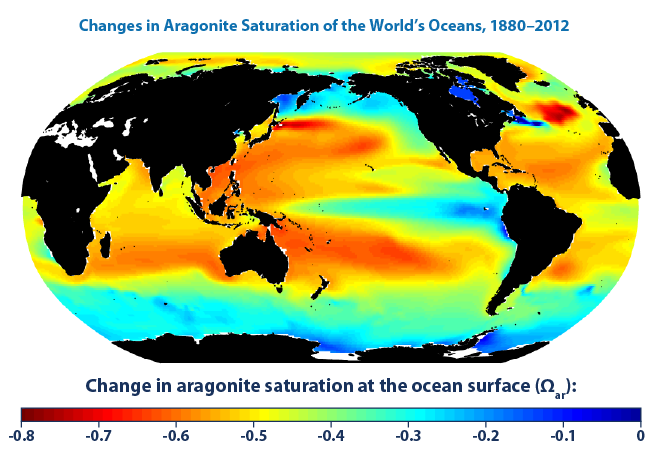
تظهر هذه الخريطة تغيرات في كمية الأراغونيت الذائبة في المياه السطحية للمحيطات بين ثمانينيات القرن التاسع عشر وأحدث عقد (2003-2012). وتشير النماذج التاريخية إلى أنه منذ ثمانينيات القرن التاسع عشر زادت نسبة العفن: أدى ثاني أكسيد الكربون إلى انخفاض مستويات التشبع بالأراغونيت (نقص توافر المعادن) في المحيطات حول العالم. وحدث أكبر انخفاض في تشبع الأراجونيت في المياه الاستوائية ومع ذلك فإن الانخفاض في المناطق الباردة قد يكون مصدر قلق أكبر لأن المياه الباردة عادة ما تكون مستويات الأراغونيت أقل لتبدأ.

وقد أخذت المحيطات بالفعل حوالي ثلث ثاني أكسيد الكربون المنبعث من النشاط البشري. كما يذوب ثاني أكسيد الكربون في مياه البحر يتم تشكيل حمض الكربونيك والذي له تأثير الحموضة في المحيط ويقاس كتغير في درجة الحموضة. وقد أدى امتصاص انبعاثات الكربون البشرية منذ عام 1750 إلى انخفاض متوسط في الرقم الهيدروجيني من 0.1 وحدة. وتشير التوقعات باستخدام سيناريوهات انبعاثات سريس إلى حدوث انخفاض آخر في متوسط الرقم الهيدروجيني المحيط بالمحيطات السطحية بين 0.14 و 0.35 وحدة خلال القرن الحادي والعشرين.
ولا يزال يتعين توثيق آثار تحمض المحيطات على الغلاف الحيوى البحري  وتشير التجارب المختبرية إلى آثار مفيدة لعدد قليل من الأنواع مع احتمال أن تكون لها آثار ضارة للغاية على عدد كبير من الأنواع. مع الثقة المتوسطة فيسكلين وآخرون. (2007)  أن تحمض المحيطات وتغير المناخ في المستقبل من شأنه أن يضر بطائفة واسعة من الكائنات البحرية القاعية والعوالق النباتية والسطحية التي تستخدم الأراجونيت لجعل قذائفها أو هياكلها العظمية مثل الشعاب المرجانية والقواقع البحرية في المحيط الجنوبي.

#### استنزاف الأوكسجين
قد ينخفض مقدار الأوكسجين الذائب في المحيطات مع عواقب وخيمة على حياة المحيطات.

#### إرتفاع مستوى البحر

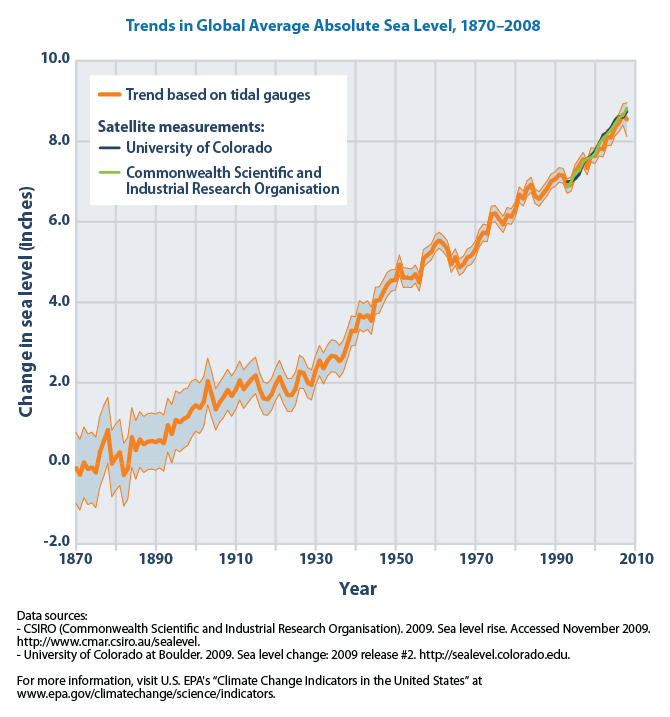
الاتجاهات في المتوسط العالمي لمستوى سطح البحر المطلق 1870-2008.

وهناك أدلة قوية على أن مستوى سطح البحر في العالم ارتفع تدريجيا خلال القرن العشرين. مع ثقة عالية من بيندوف وآخرون. (2007)  أنه بين منتصف القرن التاسع عشر ومنتصف القرن العشرين ارتفع معدل ارتفاع مستوى سطح البحر وأفاد مؤلفو التقرير التجميعي للتقييم الرابع للفريق الحكومي الدولي المعني بتغير المناخ (إبك AR4 سير 2007)  أنه بين عامي 1961 و 2003 ارتفع متوسط مستوى سطح البحر العالمي بمعدل متوسط قدره 1.8 مم في السنة (مم / سنة) من 1.3-2.3 مم / سنة وبين عامي 1993 و 2003 ارتفع المعدل فوق الفترة السابقة إلى 3.1 ملم / سنة (نطاق 2.4-3.8 مم / سنة). وكان مؤلفو تقرير التقييم الرابع (2007)  للفريق الحكومي الدولي المعني بتغير المناخ غير مؤكد ما إذا كانت الزيادة في المعدل من عام 1993 إلى عام 2003 تعزى إلى التغيرات الطبيعية في مستوى سطح البحر خلال الفترة الزمنية أم أنها تعكس زيادة في الاتجاه الطويل الأجل الكامن. .
وهناك عاملان رئيسيان ساهما في ارتفاع مستوى سطح البحر. الأول هو التمدد الحراري: كما مياه المحيطات الاحماء فإنه يوسع. والثاني هو من مساهمة الجليد القائم على اليابسة بسبب زيادة الذوبان ويوجد المخزن الرئيسي للمياه على اليابسة في الأنهار الجليدية والصفائح الجليدية. ومن المحتمل جدا أن تكون القوى البشرية المنشأ (أكثر من 90٪ من الاحتمالات استنادا إلى حكم الخبراء)  في ارتفاع مستوى سطح البحر خلال النصف الأخير من القرن العشرين.
وهناك إجماع واسع النطاق على أن ارتفاع مستوى سطح البحر على المدى الطويل سوف يستمر لعدة قرون قادمة. وفي تقرير التقييم الرابع، فإن ارتفاع مستوى سطح البحر المتوقع من الهيئة الحكومية الدولية المعنية بتغير المناخ  إلى نهاية القرن الحادي والعشرين باستخدام تقرير خاص عن سيناريوهات الانبعاثات ومن المتوقع أن يرتفع مستوى سطح البحر بين سيناريوهات الانبعاثات الستة بمقدار 18 إلى 59 سم (7.1 إلى 23.2 بوصة) مقارنة بمستوى سطح البحر في نهاية القرن العشرين. التوسع الحراري هو أكبر مكون في هذه التوقعات ويسهم بنسبة 70-75٪ من التقدير المركزي لجميع السيناريوهات. ونظرا لعدم وجود فهم علمي فإن تقدير ارتفاع مستوى سطح البحر هذا لا يشمل جميع المساهمات الممكنة للصفائح الجليدية (انظر القسم المتعلق بغلاف الجليد في غرينلاند وغرب أنتاركتيكا).
وقد نشر مجلس البحوث الوطني الأمريكي في عام 2010 تقييما للأدبيات العلمية المتعلقة بتغير المناخ (أوس نرك 2010). ووصف المجلس النرويجي للاجئين (2010)  الإسقاطات الواردة في تقرير التقييم الرابع (أي تلك المذكورة في الفقرة أعلاه) بأنها «محافظة» ولخصت نتائج الدراسات الأحدث. اقترحت الدراسات المقتبسة قدرا كبيرا من عدم اليقين في التوقعات. وتشير مجموعة من التوقعات إلى احتمال ارتفاع مستوى سطح البحر بنهاية القرن الواحد والعشرين بين 0.56 و 2 متر مقارنة بمستويات سطح البحر في نهاية القرن العشرين.

#### ارتفاع درجة حرارة المحيط
من 1961 إلى 2003 ارتفعت درجة حرارة المحيطات العالمية بنسبة 0.10 درجة مئوية من السطح إلى عمق 700 متر. وهناك تباين على حد سواء من سنة إلى أخرى وعلى مدى فترات زمنية أطول، حيث تظهر ملاحظات المحتوى الحراري العالمي للمحيطات ارتفاع معدلات الاحترار للفترة 1991-2003 ولكن بعض التبريد من عام 2003 إلى عام 2007. وارتفعت درجة حرارة المحيط الجنوبي في القطب الجنوبي بمقدار 0.17 درجة مئوية (0.31 درجة فهرنهايت) بين الخمسينيات والثمانينات أي ما يقرب من ضعف المعدل في محيطات العالم ككل. فضلا عن وجود آثار على النظم الإيكولوجية (مثلا عن طريق ذوبان الجليد البحري، مما يؤثر على الطحالب التي تنمو على الجانب السفلي منه) فإن الاحترار يقلل من قدرة المحيط على امتصاص ثانى أكسيد الكربون.[بحاجة لمصدر] من المرجح (أكثر من 66٪ احتمال استنادا إلى حكم الخبراء) أن التأثير البشري المنشأ ساهم في الاحترار العام الذي لوحظ في أعلى مئات الأمتار من المحيط خلال النصف الأخير من القرن العشرين .

## المناطق
وتختلف الآثار الإقليمية للاحترار العالمي في طبيعتها. وبعضها ناتج عن تغير عالمي مثل ارتفاع درجة الحرارة مما أدى إلى آثار محلية مثل ذوبان الجليد. وفي حالات أخرى قد يكون التغيير مرتبطا بتغير في نظام معين من المحيطات أو الطقس وفي مثل هذه الحالات قد يكون التأثير الإقليمي غير متناسب ولن يتبع بالضرورة الاتجاه العالمي.
وهناك ثلاث طرق رئيسية سيؤدي بها الاحترار العالمي إلى تغير المناخ الإقليمي: ذوبان الجليد أو تشكيله وتغيير الدورة الهيدرولوجية (التبخر وهطول الأمطار) وتغير التيارات في المحيطات وتدفقات الهواء في الغلاف الجوي. ويمكن اعتبار الساحل أيضا منطقة وسوف تعاني من آثار شديدة من ارتفاع مستوى سطح البحر.

### الآثار المرصودة
مع ثقة عالية جدا روزنزويغ وآخرون. (2007)  أن النظم الفيزيائية والبيولوجية في جميع القارات وفي معظم المحيطات تأثرت بالتغيرات المناخية الأخيرة وخاصة الزيادات في درجات الحرارة الإقليمية. وتشمل الآثار األوراق السابقة للنباتات والأشجار في العديد من المناطق؛ وتحركات الأنواع إلى خطوط العرض العليا والارتفاعات في نصف الكرة الشمالي والتغيرات في هجرات الطيور في أوروبا وأمريكا الشمالية وأستراليا وتحول هائمات المحيطات والأسماك من المجتمعات الباردة إلى الدافئة التكيف.
ويمكن ملاحظة التأثير البشري على المناخ في النمط الجغرافي للاحترار الملحوظ مع زيادة درجات الحرارة على الأرض والمناطق القطبية بدلا من تجاوز المحيطات. باستخدام النماذج من الممكن تحديد إشارة الإنسان "من الاحترار العالمي على كل من المناطق البرية والمحيطات.

### الآثار المتوقعة
ومع ذلك من المتوقع أن يتبع الاحترار في المستقبل نمطا جغرافيا مماثلا للنمط الذي شوهد بالفعل مع ارتفاع درجات الحرارة على الأرض وخطوط العرض الشمالية المرتفعة، وأقل من ذلك على المحيط الجنوبي وأجزاء من شمال المحيط الأطلسي. تقريبا جميع المناطق البرية من المرجح جدا دافئة أكثر من المتوسط العالمى.
وتعد المنطقة القطبية الشمالية وأفريقيا والجزر الصغيرة والميغدلتاس الآسيوية مناطق يمكن أن تتأثر بشكل خاص بتغير المناخ. والمناطق المعرضة لخطوط العرض المنخفضة والمناطق الأقل تطورا هي الأكثر تعرضا لخطر الآثار السلبية الناجمة عن تغير المناخ. والبلدان المتقدمة النمو معرضة أيضا لتغير المناخ. فعلى سبيل المثال ستتأثر البلدان المتقدمة سلبا بالزيادات في شدة وتواتر بعض الظواهر الجوية القاسية مثل موجات الحرارة. وفي جميع المناطق يمكن أن يتعرض بعض الناس بشكل خاص لخطر تغير المناخ، مثل الفقراء والأطفال الصغار وكبار السن.

## على البشر
دفعت آثار تغير المناخ بالإضافة إلى الزيادات المستمرة في انبعاثات غازات الدفيئة العلماء إلى وصفها بحالة طوارئ مناخية. وقد وصفها بعض الباحثون في مجال المناخ والناشطون بأنها تهديد وجودي للحضارة.
يختلف مدى تعرض البشر وتغيرهم بتغير المناخ من قطاع اقتصادي إلى آخر إذ يملك تأثيرات مختلفة باختلاف البلدان. تمتلك البلدان الصناعية الغنية التي انبعثت منها أكبر كمية من ثاني أكسيد الكربون موارد أكثر وبالتالي فهي أقل عرضة للاحتباس الحراري. تشمل القطاعات الاقتصادية التي من المحتمل أن تتأثر بالاحترار الزراعة وصحة الإنسان ومصايد الأسماك والغابات وصناعة الطاقة والتأمين والخدمات المالية والسياحة والأنشطة الترفيهية. من المرجح أن تتأثر جودة وكمية المياه العذبة في كل مكان تقريبًا. قد يتعرض بعض الأشخاص بشكل خاص لخطر تغير المناخ مثل الفقراء والأطفال الصغار والمسنين.

### الأمن الغذائي
يؤثر تغير المناخ على الإنتاج الزراعي والغذائي في جميع أنحاء العالم بسبب آثار زيادة ثاني أكسيد الكربون في الغلاف الجوي اذ ترتفع درجات حرارة ويتغير نظام هطول الأمطار والنتح، وزيادة تواتر الأحداث غير القاسية، وتغير الأعشاب الضارة والآفات والعوامل الممرضة. من المتوقع أن يؤثر التغير المناخي سلبًا على عوامل الأمن الغذائي الأربعة: مقدار الغذاء المتاح ومدى سهولة الوصول إليه (الأسعار) وجودة الغذاء ومدى استقرار النظام الغذائي.

#### توافر الغذاء
لوحظ وجود آثار سلبية اعتبارًا من عام 2019 على بعض المحاصيل في خطوط العرض المنخفضة (الذرة والقمح)، في حين لوحظ وجود آثار إيجابية لتغير المناخ في بعض المحاصيل في خطوط العرض العليا (الذرة والقمح والشمندر السكري).
يظهر من خلال استخدام أساليب مختلفة لتوقع غلة المحاصيل المستقبلية إجماع تلك الطرق على النقصان العالمي لغلة المحاصيل. تتناقص الذرة وفول الصويا مع أي ارتفاع في درجة الحرارة، في حين أنّ إنتاج الأرز والقمح قد يبلغ ذروته عند درجة حرارة 3 درجات مئوية.
شهدت مصايد الأسماك انخفاضًا في العديد من المناطق بسبب الاحترار العالمي والتغيرات في الدورات الحيوية الجيولوجية الكيميائية. تقلل المياه ذات درجات الحرارة العالية بالإضافة إلى الإفراط في صيد الأسماك من توافر أسماك الصيد. من المتوقع أن تقل إمكانية الصيد العالمية في عام 2050 بنسبة نحو 4٪ إذا انخفضت الانبعاثات، وبنسبة 8٪ إذا ارتفعت الانبعاثات في المستقبل مع زيادتها في المحيط المتجمد الشمالي.

#### جوانب أخرى للأمن الغذائي
تعتمد تأثيرات تغير المناخ بشدة على التنمية الاجتماعية والاقتصادية المستقبلية المتوقعة. يوجد نحو 831 مليون شخص يعانون من سوء التغذية منذ عام 2019. وفي حال تحقق سيناريو انبعاثات عالية من المتوقع أن تصبح الحبوب أغلى بنسبة 1-29٪ في عام 2050 اعتمادًا على المسار الاجتماعي والاقتصادي، وخاصة الحبوب التي تؤثر على المستهلكين ذوي الدخل المنخفض. أما مع سيناريو عدم التغير المناخي فإنه سيعرض ما بين 1 إلى 181 مليون شخص إضافي لخطر الجوع.
من المتوقع أن غاز CO2 سيكون جيدًا لإنتاجية المحاصيل في درجات حرارة منخفضة، فهو يقلل من القيم الغذائية للمحاصيل، على سبيل المثال: سيحتوي القمح على نسبة أقل من البروتين ومن بعض المعادن. من الصعب توقع تأثير تغير المناخ على تقلب أسعار المواد الغذائية واستخدامها،[بحاجة لتوضيح] لكن معظم النماذج التي تتنبأ بالمستقبل تشير إلى أن الأسعار ستصبح أكثر تغيرًا.

#### الجفاف والزراعة
تشير بعض الأدلة إلى أن حالات الجفاف تحدث بشكل متكرر بسبب الاحترار العالمي، ومن المتوقع أن تصبح أكثر تواترًا وشدّة في إفريقيا وجنوب أوروبا والشرق الأوسط ومعظم الأمريكيتين وأستراليا وجنوب شرق آسيا. لكن تشير أبحاث أخرى إلى وجود تغير طفيف في الجفاف على مدى السنوات الستين الماضية. تتفاقم آثارها بسبب زيادة الطلب على المياه والنمو السكاني والتوسع الحضري وإجراءات حماية البيئة في العديد من المناطق. يسبب الجفاف فشل المحاصيل وفقدان المراعي للماشية.

### الأمن المائي
لوحظ تأثير عدد من الأنماط المناخية على الموارد المائية، تشمل التغيرات هطول الأمطار والغلاف الجليدي والمياه السطحية (مثل التغيرات في تدفقات الأنهار). تعود الآثار المرصودة والمتوقعة لتغير المناخ على أنظمة المياه العذبة وإدارتها بشكل رئيسي إلى التغيرات في درجات الحرارة ومستوى سطح البحر وتقلب هطول الأمطار. ترتبط التغيرات في درجات الحرارة مع التباين في هطول الأمطار بسبب التفاعل بين دورة المياه ودرجة الحرارة. تغير زيادة درجات الحرارة أنماط هطول الأمطار. يؤدي التساقط المفرط إلى ترسّب الرواسب بشكل كبير وتلوث المغذيات وزيادة تركيز المعادن في طبقات المياه الجوفية.
يؤدي ارتفاع درجة الحرارة العالمية إلى ارتفاع مستوى سطح البحر وتوسع مناطق تملح المياه الجوفية ومصبات الأنهار، ما يؤدي إلى انخفاض توفر المياه العذبة للبشر في النظم البيئية في المناطق الساحلية. سيدفع ارتفاع مستوى سطح البحر بالملح إلى رواسب المياه العذبة وسيلوث في النهاية مصادر تلك المياه. استنتج تقرير التقييم الخامس للجنة الدولية للتغيرات المناخية في عام 2014 ما يلي:
- من المتوقع أن تتناقص الموارد المائية في معظم المناطق شبه الاستوائية الجافة وضمن دوائر العرض المتوسطة، ولكنها ستزيد في خطوط العرض العليا. ونظرًا لأن تدفق المياه سيصبح أكثر تقلبًا فإن المناطق التي تزداد فيها الموارد المائية يمكن أن تعاني من ندرة مياه قصيرة الأجل.
- من المتوقع أن تقل الموارد المائية المتجددة بنسبة 20٪ على الأقل بالنسبة لـ 7٪ من سكان العالم مع كل احترار مقداره درجة حرارة واحدة.
- من المتوقع أن يؤدي التغير المناخي إلى تقليل جودة المياه قبل معالجتها. مع بقاء بعض المخاطر حتى بعد العلاجات التقليدية. إنَّ انخفاض الجودة هو نتيجة لارتفاع درجات الحرارة وهطول الأمطار بكثافة والجفاف وتعطيل مرافق العلاج أثناء الفيضانات.
- من المتوقع زيادة حالات الجفاف التي تؤثر على إمدادات المياه في جنوب أوروبا ومنطقة البحر المتوسط ووسط أوروبا وجنوب ووسط أمريكا الشمالية وأمريكا الوسطى وشمال شرق البرازيل وجنوب إفريقيا.

### الصحة
يتأثر البشر بشكل مباشر بتغير المناخ من خلال أنماط الطقس المتغيرة (درجة الحرارة، هطول الأمطار، ارتفاع مستوى سطح البحر، الأحداث الغريبة المتكررة) وبشكل غير مباشر من خلال التغيرات في نوعية المياه والهواء والغذاء والتغيرات في النظم البيئية والزراعة والصناعة والمساكن والاقتصاد. أثّر تلوث الهواء وحرائق الغابات وموجات الحرارة الناجمة عن الاحترار العالمي بشكل كبير على صحة الإنسان، قدرت منظمة الصحة العالمية في عام 2007 أنّ 150 ألف شخص يموتون كل عام بسبب العوامل المتعلقة بتغير المناخ.
خلصت دراسة أجرتها منظمة الصحة العالمية إلى أنّ تغير المناخ كان مسؤولاً عن نحو 3٪ من مرضى الإسهال، و3٪ من اصابات الملاريا، و3.8٪ من وفيات حمى الضنك في جميع أنحاء العالم في عام 2004. وكان إجمالي الوفيات بسبب تغير المناخ نحو0.2٪ من مجمل الوفيات في عام 2004 ونسبة 85٪ منهم هي وفيات أطفال. استُبعدت آثار العواصف المتكررة والقاسية من هذه الدراسة.
قدرت دراسة أجرتها منظمة الصحة العالمية عام 2014 تأثير تغير المناخ على صحة الإنسان لكنها لم تدرج جميع آثار تغير المناخ في تقديراتها، إذ استبعدت آثار العواصف الأكثر تكرارًا وقسوةً. توقع التقرير مزيدًا من التقدم في الصحة والنمو. ومع ذلك فمن المتوقع أن يتسبب تغير المناخ في حدوث 250 ألف حالة وفاة إضافية كل عام بين عامي 2030 و2050.

## النظم الأجتماعية
ويمكن التفكير في آثار تغير المناخ من حيث الحساسية والضعف. «الحساسية» هي درجة تأثر نظام أو قطاع بعينه إيجابا أو سلبا بتغير المناخ و «الضعف» هو درجة تأثر نظام أو قطاع بعينه سلبا بتغير المناخ .
وتختلف حساسية المجتمع البشري إزاء تغير المناخ وتشمل القطاعات الحساسة لتغير المناخ الموارد المائية والمناطق الساحلية والمستوطنات البشرية وصحة الإنسان. وتشمل الصناعات الحساسة لتغير المناخ الزراعة ومصائد الأسماك والغابات والطاقة والبناء والتأمين والخدمات المالية والسياحة والترفيه.

### تزويد الطعام

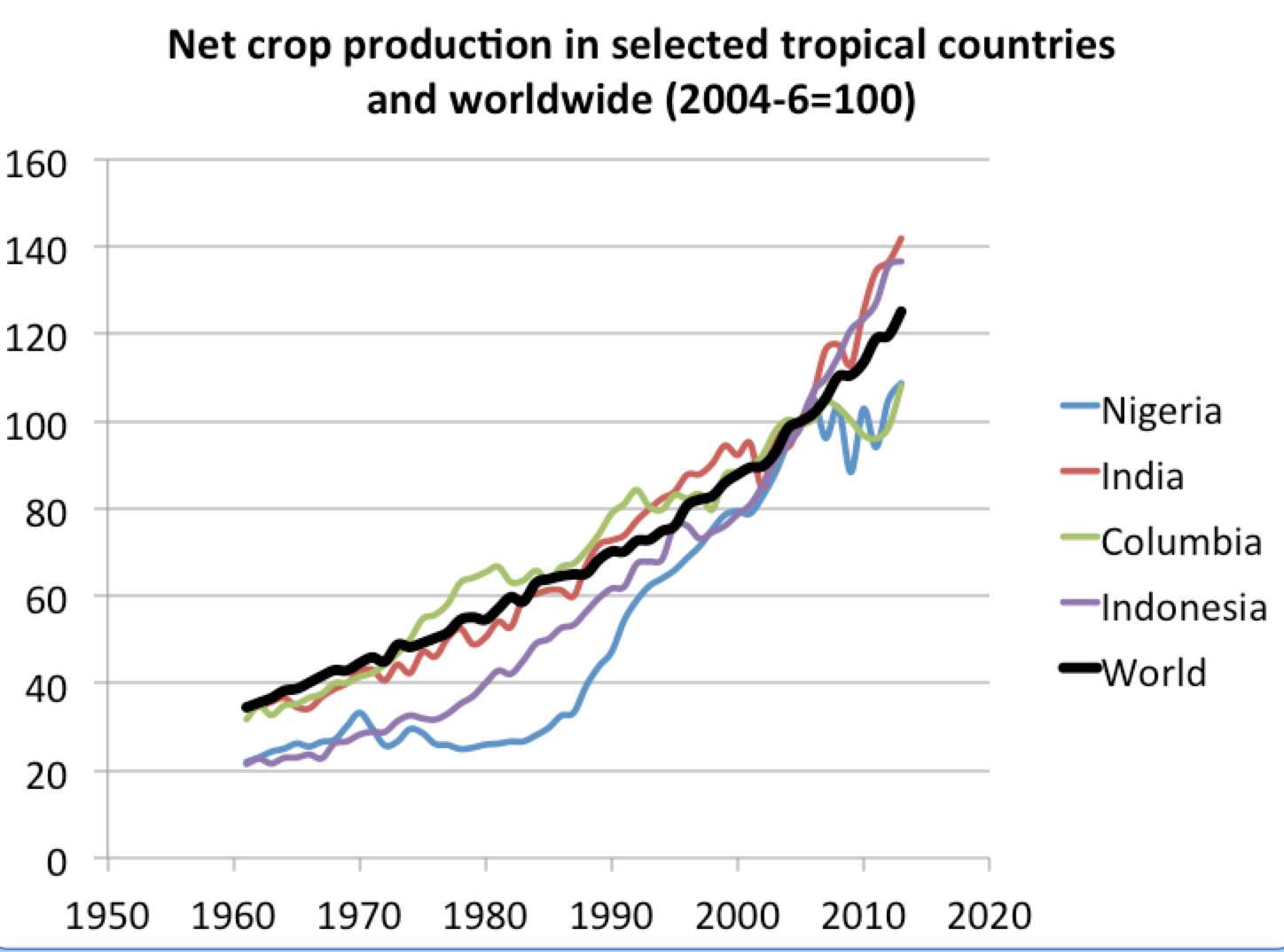
الرسم البياني لصافي إنتاج المحاصيل في جميع أنحاء العالم وفي بلدان استوائية مختارة. بيانات أولية من الأمم المتحدة. [http://faostat3.fao.org/browse/Q/QC/E

وسيؤثر تغير المناخ على الزراعة وإنتاج الأغذية في جميع أنحاء العالم بسبب: آثار ارتفاع ثاني أكسيد الكربون في الغلاف الجوي وارتفاع درجات الحرارة وتغيير أنظمة هطول الأمطار والنتح وزيادة وتيرة الأحداث المتطرفة وتعديل الحشائش والآفات والضغط الممرض. وعموما، فإن المناطق ذات خطوط العرض المنخفضة هي الأكثر عرضة لخطر انخفاض المحاصيل.
واعتبارا من عام 2007 كانت آثار تغير المناخ الإقليمي على الزراعة صغيرة. التغيرات في علم المحاصيل المحاصيل توفر دليلا هاما على الاستجابة للتغير المناخ الإقليمي الأخير. علم الوراثة هو دراسة الظواهر الطبيعية التي تتكرر دوريا وكيف ترتبط هذه الظواهر بالمناخ والتغيرات الموسمية. وقد لوحظ تقدم كبير في علم الظواهر في الزراعة في أجزاء كبيرة من نصف الكرة الشمالي.

#### التوقعات

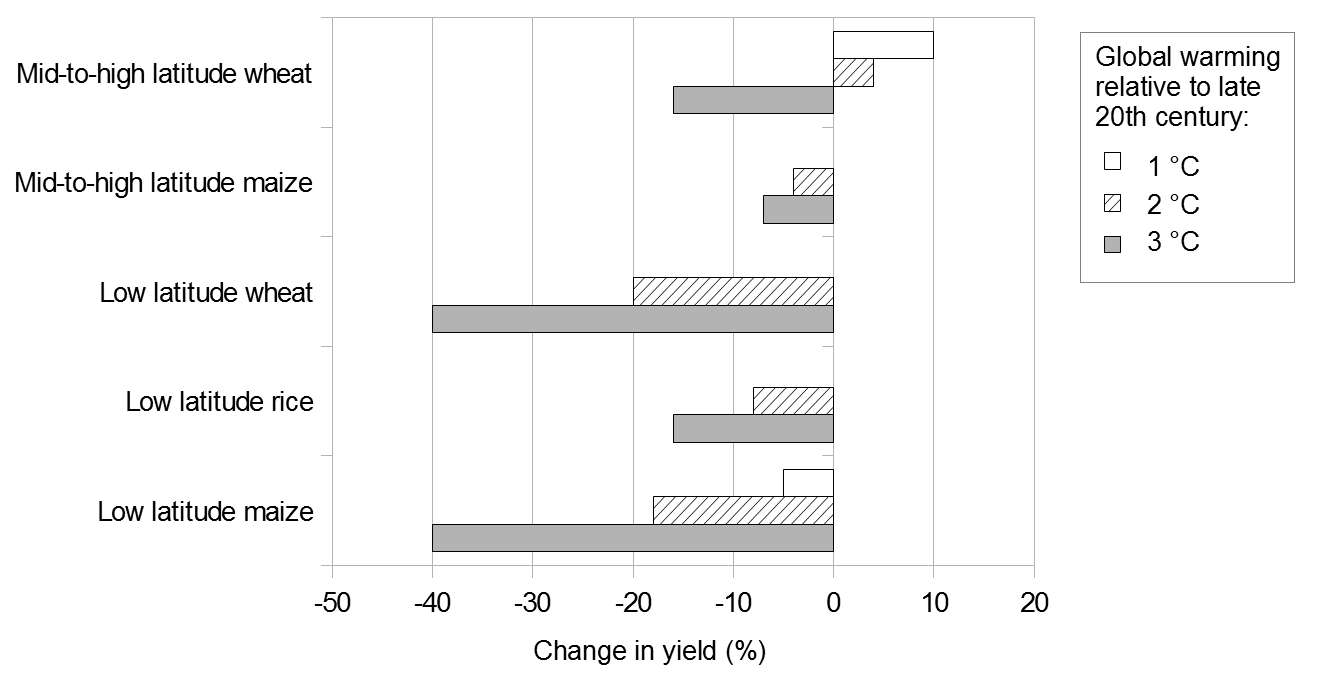
التغيرات المتوقعة في غلات المحاصيل في خطوط العرض المختلفة مع الاحترار العالمي. ويستند هذا الرسم البياني على عدة دراسات.

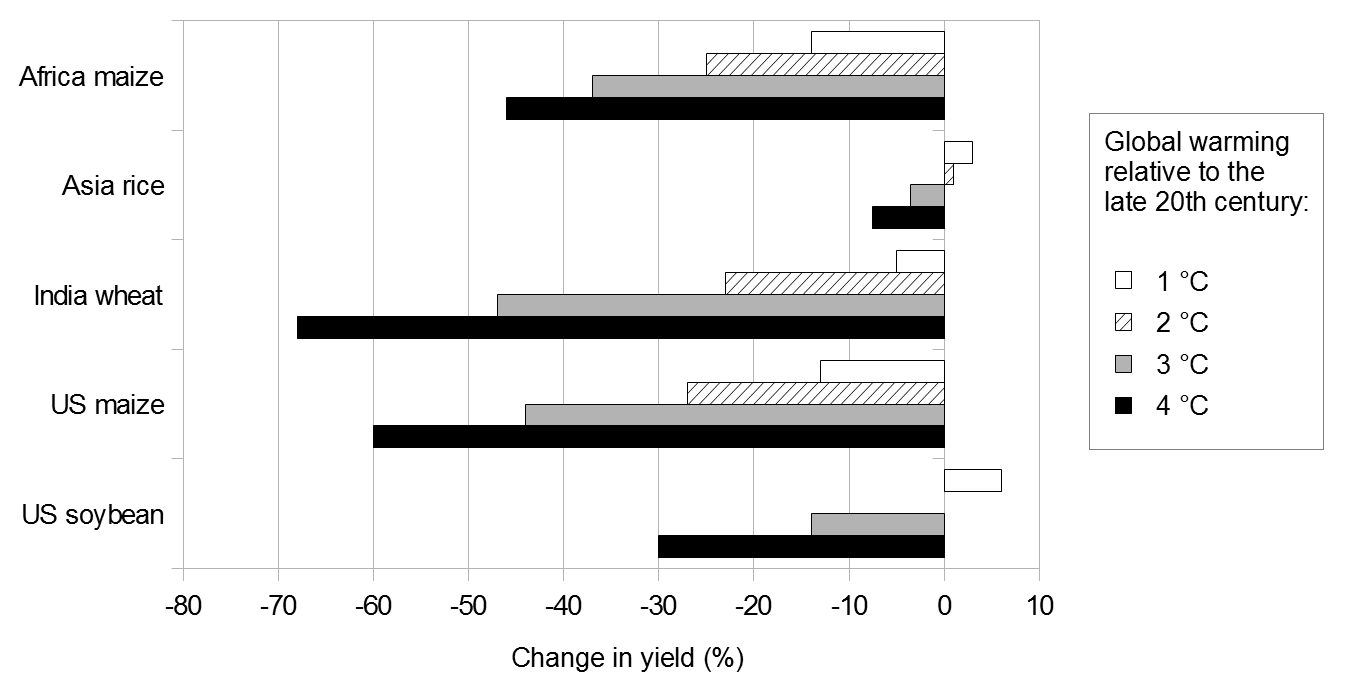
التغيرات المتوقعة في غلات محاصيل مختارة مع الاحترار العالمي. ويستند هذا الرسم البياني على عدة دراسات.

مع ثقة منخفضة إلى متوسطة شنايدر وآخرون. (2007)  أن زيادة إنتاجية بعض الحبوب في درجة حرارة متوسطة تتراوح بين 1 و 3 درجات مئوية (بحلول السنوات 2090-2100) مقارنة بمتوسط درجات الحرارة في الفترة (1990-2000) وخطوط العرض المنخفضة وزيادة الإنتاجية في خطوط العرض العالية وبفضل الثقة المتوسطة كان من المتوقع أن تكون إمكانيات الإنتاج العالمي
- زيادة تصل إلى حوالي 3 درجة مئوية.
- من المرجح جدا انخفاض فوق حوالي 3 درجة مئوية.

معظم الدراسات حول الزراعة العالمية تقييمها من قبل شنايدر وآخرون. (2007)  لم يدرج عددا من العوامل الحاسمة، بما في ذلك التغيرات في الأحداث المتطرفة أو انتشار الآفات والأمراض. كما أن الدراسات لم تنظر في تطوير ممارسات أو تكنولوجيات محددة للمساعدة على التكيف مع تغير المناخ.
وتظهر الرسوم البيانية المقابلة الآثار المتوقعة لتغير المناخ على غلات محاصيل مختارة. وقد تكون التغيرات الفعلية في الغلة أعلى أو دون هذه التقديرات المركزية.
ويمكن التعبير عن الإسقاطات أعلاه بالنسبة لدرجات حرارة ما قبل الصناعة (1750). ويقدر أن درجة الحرارة 0.6 درجة مئوية قد حدثت بين عامي 1750 و 1990-2000. أضف 0,6 درجة مئوية إلى الإسقاطات المذكورة أعلاه لتحويلها من الفترة 1990-2000 إلى خط أساس ما قبل الصناعة.

##### أمن غذائي
إيسترلينغ وآخرون (2007)  الدراسات التي قدمت إسقاطات كمية لتأثيرات تغير المناخ على الأمن الغذائي. ولوحظ أن هذه الإسقاطات غير مؤكدة إلى حد كبير ولها قيود. ومع ذلك اقترحت الدراسات المقررة عددا من النتائج قوية إلى حد ما. الأول هو أن تغير المناخ من المرجح أن يزيد من عدد الأشخاص المعرضين لخطر الجوع مقارنة بالسيناريوهات المرجعية دون تغير المناخ. وتعتمد آثار تغير المناخ بشدة على التنمية الاجتماعية والاقتصادية المتوقعة في المستقبل. وبالإضافة إلى ذلك كان من المتوقع أن يكون حجم آثار تغير المناخ أقل مقارنة بأثر التنمية الاجتماعية والاقتصادية وفي عام 2006، كان التقدير العالمي لعدد الأشخاص الذين يعانون من نقص التغذية 820 مليون نسمة. وبموجب التقرير الخاص عن سيناريوهات الأنبعاثات A1 و B1 و B2 أظهرت التوقعات لعام 2080 انخفاضا في عدد الأشخاص الذين يعانون من نقص التغذية من حوالي 560-700 مليون شخص، من السكان الذين يعانون من نقص التغذية من 100 إلى 240 مليون نسمة في عام 2080. وعلى النقيض من ذلك، أظهر سيناريو الأنبعاثات A2 فقط انخفاضا طفيفا في خطر الجوع من مستويات عام 2006. ويعزى الانخفاض الأصغر في إطار A2 إلى ارتفاع مستوى السكان المتوقع في هذا السيناريو.

#### الجفاف والزراعة
وتشير بعض الأدلة إلى أن حالات الجفاف تحدث بشكل متكرر بسبب الاحترار العالمي ومن المتوقع أن تصبح أكثر تواترا وشدة في أفريقيا وجنوب أوروبا والشرق الأوسط ومعظم الأمريكتين وأستراليا وجنوب شرق آسيا. ومع ذلك تشير بحوث أخرى إلى أنه لم يحدث تغير يذكر في الجفاف خلال السنوات الستين الماضية. وتتفاقم آثارها بسبب زيادة الطلب على المياه والنمو السكاني والتوسع الحضري وجهود حماية البيئة في العديد من المجالات  ويؤدي الجفاف إلى إخفاق المحاصيل وفقدان أراضي رعي المراعي للماشية.

### الصحة
ويتعرض البشر لتغير المناخ من خلال تغير أنماط الطقس (درجة الحرارة وهطول الأمطار وارتفاع مستوى سطح البحر والأحداث المتطرفة الأكثر تواترا) وبصورة غير مباشرة من خلال التغيرات في نوعية المياه والهواء والغذاء والتغيرات في النظم الإيكولوجية والزراعة والصناعة والمستوطنات والاقتصاد (كونفالونيري وآخرون 2007)  وفقا لتقييم المؤلفات العلمية التي كتبها كونفالونيري وآخرون. (2007)  كانت آثار تغير المناخ حتى الآن ضئيلة ولكن من المتوقع أن تزداد تدريجيا في جميع البلدان والمناطق.
وقد أشارت دراسة أجرتها منظمة الصحة العالمية (منظمة الصحة العالمية 2009)  إلى تأثير تغير المناخ على صحة الإنسان. لم يتم تضمين جميع آثار تغير المناخ في تقديراتها على سبيل المثال تم استبعاد آثار العواصف الأكثر تواترا وأقصى حد. ويقدر أن تغير المناخ كان مسؤولا عن 3 في المائة من الإسهال و 3 في المائة من الملاريا و 3.8 في المائة من الوفيات الناجمة عن حمى الضنك في جميع أنحاء العالم في عام 2004. وبلغ مجموع الوفيات المنسوبة نحو 0.2 في المائة من الوفيات في عام 2004؛ من هؤلاء 85٪ من وفيات الأطفال.

#### التوقعات
وبفضل الثقة العالية فإن مؤلفي التقرير التجميعي AR4 للهيئة الحكومية الدولية المعنية بتغير المناخ  توقعوا أن تغير المناخ سيجلب بعض الفوائد في المناطق المعتدلة مثل عدد الوفيات الأقل من التعرض للبرد وبعض الآثار المختلطة مثل التغيرات في مدى انتشار الملاريا وإمكانية انتقالها في افريقيا. وكان من المتوقع أن تتفوق الفوائد على الآثار الصحية السلبية لارتفاع درجات الحرارة ولا سيما في البلدان النامية. .
مع الثقة العالية جدا كونفالونيري وآخرون. (2007)  إلى أن التنمية الاقتصادية عنصر هام من عناصر التكيف المحتمل مع تغير المناخ غير أن النمو الاقتصادي وحده لم يكن كافيا لعزل سكان العالم من الأمراض والإصابات بسبب تغير المناخ. وسيعتمد ضعف المستقبل إزاء تغير المناخ ليس فقط على مدى التغيير الاجتماعي والاقتصادي بل أيضا على كيفية توزيع فوائد التغيير وتكاليفه في المجتمع  على سبيل المثال في القرن التاسع عشر أدى التوسع الحضري السريع في أوروبا الغربية إلى انخفاض في صحة السكان. وتشمل العوامل الأخرى الهامة في تحديد صحة السكان التعليم، وتوافر الخدمات الصحية، والبنية التحتية للصحة العامة .

### موارد المياه

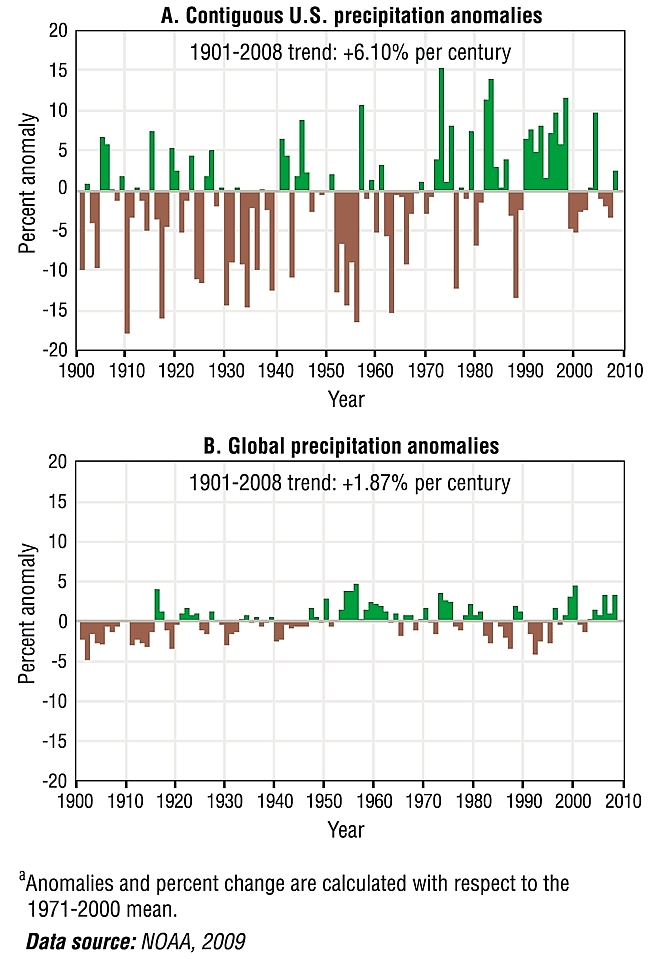
هطول الأمطار خلال القرن 20 وحتى عام 2008 خلال الاحترار العالمي NOAA تقدير اتجاه لوحظ خلال تلك الفترة من 1.87٪ زيادة هطول الأمطار العالمية في القرن الواحد.

وقد لوحظ عدد من الاتجاهات المتعلقة بالمناخ التي تؤثر على موارد المياه. وتشمل هذه التغيرات في هطول الأمطار والغلاف الجليدي والمياه السطحية (مثل التغيرات في تدفقات الأنهار). وتعود الآثار المرصودة والمتوقعة لتغير المناخ على نظم المياه العذبة وإدارتها أساسا إلى التغيرات في درجة الحرارة ومستوى سطح البحر وتقلب الأمطار. وسيؤدي ارتفاع مستوى سطح البحر إلى توسيع مناطق ملوحة المياه الجوفية ومصبات الأنهار مما يؤدي إلى انخفاض توافر المياه العذبة للبشر والنظم الإيكولوجية في المناطق الساحلية. في تقييم للمؤلفات العلمية كوندزويتز وآخرون. (2007)  مع ثقة عالية بأن:
- فإن الآثار السلبية لتغير المناخ على نظم المياه العذبة تفوق الفوائد وأظهرت جميع المناطق التي جرى تقييمها في تقرير التقييم الرابع للفريق الحكومي الدولي المعني بتغير المناخ (أفريقيا وآسيا وأستراليا ونيوزيلندا وأوروبا وأمريكا اللاتينية وأمريكا الشمالية والمناطق القطبية (القطب الشمالي والقطب الجنوبي والجزر الصغيرة)) بشأن الموارد المائية والنظم الإيكولوجية للمياه العذبة.
- وتتعرض المناطق شبه القاحلة والقاحلة بشكل خاص لآثار تغير المناخ على المياه العذبة وبثقة عالية جدا كان هناك حكم بأن العديد من هذه المناطق مثل حوض البحر الأبيض المتوسط وغرب الولايات المتحدة والجنوب الأفريقي وشمال شرق البرازيل سيعاني من نقص في الموارد المائية بسبب تغير المناخ.

### الهجرة والنزاعات
وتشير النماذج العامة للتداول إلى أن تغير المناخ في المستقبل سيجلب سواحل أكثر رطوبة ومناطق جفافا في منتصف القارة ويزيد من ارتفاع مستوى سطح البحر. ويمكن أن تؤدي هذه التغيرات إلى أخطر آثار تغير المناخ من خلال الهجرة البشرية  وقد يتم تهجير الملايين بسبب تآكل السواحل والفيضانات الساحلية والفيضانات الساحلية أو الجفاف الشديد.
ومن المرجح أن تكون الهجرة المتعلقة بتغير المناخ في الغالب من المناطق الريفية في البلدان النامية إلى المدن والبلدات  ومن المرجح أن يؤدي الإجهاد المناخي على المدى القصير إلى زيادة أنماط الهجرة القائمة بدلا من توليد تدفقات جديدة تماما من الناس.
وقد قيل إن التدهور البيئي وفقدان إمكانية الحصول على الموارد (مثل الموارد المائية)  والهجرة البشرية الناجمة عن ذلك يمكن أن تصبح مصدرا للصراع السياسي بل وحتى العسكري. غير أن العوامل الأخرى غير تغير المناخ قد تكون أكثر أهمية في التأثير على الصراع. على سبيل المثال ويلبانكس وآخرون. (2007)  إلى أن الصراعات الرئيسية المتأثرة بيئيا في أفريقيا ترتبط ارتباطا وثيقا بالوفرة النسبية للموارد مثل النفط والماس أكثر من ندرة الموارد. سكوت وآخرون. (2001) فقط ثقة منخفضة في التنبؤات بزيادة الصراع بسبب تغير المناخ.
وخلصت دراسة أجريت في عام 2013 إلى أن التغيرات المناخية الكبيرة ترتبط بارتفاع مخاطر الصراع على نطاق العالم، وتوقعت أن «تضخم معدلات النزاع الإنساني يمكن أن يمثل أثرا اجتماعيا كبيرا وحرجا للتغير المناخي البشري المنشأ في البلدان المنخفضة الدخل والبلدان المرتفعة الدخل». وبالمثل، وجدت دراسة عام 2014 أن ارتفاع درجات الحرارة كان مرتبطا باحتمال أكبر لجرائم العنف وتوقع أن يسبب الاحترار العالمي الملايين من هذه الجرائم في الولايات المتحدة وحدها خلال القرن الحادي والعشرين.
المخطوفون العسكريون قلقون من أن الاحترار العالمي هو «مضاعف التهديد». «سواء كان الفقر أو الغذاء أو ندرة المياه أو الأمراض أو عدم الاستقرار الاقتصادي أو التهديد بالكوارث الطبيعية فإن النطاق الواسع للظروف المناخية المتغيرة قد يكون بعيدة المدى وقد تهدد هذه التحديات الاستقرار في معظم أنحاء العالم».

### الآثار الكلية
وتضيف الآثار المجمعة الأثر الكلي لتغير المناخ عبر القطاعات أوالمناطق. وتشمل الأمثلة على التدابير الإجمالية التكاليف الاقتصادية (مثل التغيرات في الناتج المحلي الإجمالي والتكلفة الاجتماعية للكربون) والتغيرات في النظم الإيكولوجية (مثل التغيرات في مساحة الأرض من نوع من الغطاء النباتي إلى نوع آخر)  والصحة البشرية والآثار وعدد الأشخاص المتضررين من تغير المناخ  وتتطلب التدابير الإجمالية مثل التكلفة الاقتصادية من الباحثين إصدار أحكام قيمة بشأن أهمية الآثار التي تحدث في مناطق مختلفة وفي أوقات مختلفة.

#### الآثار المرصودة
وتكشف الخسائر العالمية عن ارتفاع التكاليف بشكل سريع بسبب الأحداث المتطرفة المتعلقة بالطقس منذ السبعينيات. وقد ساهمت العوامل الاجتماعية - الاقتصادية في الاتجاه الملاحظ للخسائر العالمية، مثل النمو السكاني وزيادة الثروة. ويرتبط جزء من النمو أيضا بالعوامل المناخية الإقليمية مثل التغيرات في حالات هطول الأمطار والفيضانات. ومن الصعب تحديد الأثر النسبي للعوامل الاجتماعية والاقتصادية وتغير المناخ على الاتجاه الملحوظ  غير أن هذا الاتجاه يشير إلى زيادة تعرض الأنظمة الاجتماعية لتغير المناخ .

#### الآثار المتوقعة
والآثار الاقتصادية الكلية الناجمة عن تغير المناخ غير مؤكدة إلى حد كبير  مع ثقة متوسطة سميث وآخرون. (2001)  قالوا أن الناتج المحلي الإجمالي العالمي سوف يتغير بنسبة زائد أو ناقص بضعة في المائة لزيادة صغيرة في متوسط درجة الحرارة العالمية (تصل إلى حوالي 2 درجة مئوية مقارنة بمستوى درجة الحرارة عام 1990). معظم الدراسات التي قيمها سميث وآخرون. (2001)  كانت خسائر في الناتج المحلي الإجمالي العالمي لزيادة متوسطة في متوسط درجة الحرارة العالمية (أعلى من 3 درجات مئوية مقارنة بمستوى درجة الحرارة عام (1990) مع زيادة الخسائر لزيادة درجة الحرارة. ويتفق هذا التقييم مع نتائج الدراسات الحديثة كما استعرضها هيتز وسميث (2004).
ومن المتوقع أن تختلف الآثار الاقتصادية على الصعيد الإقليمي  وبالنسبة للزيادة المتوسطة في متوسط درجة الحرارة العالمية (2-3 درجات مئوية من الاحترار بالنسبة إلى متوسط درجة الحرارة بين 1990-2000) فإن قطاعات السوق في المناطق المنخفضة العرض وأقل نموا قد تواجه تكاليف صافية بسبب تغير المناخ  ومن ناحية أخرى قد تشهد قطاعات السوق في المناطق ذات خطوط العرض المرتفعة والمتقدمة فوائد صافية لهذا المستوى من الاحترار ومن المرجح جدا أن يؤدي ارتفاع متوسط درجة الحرارة العالمية فوق حوالي 2-3 درجات مئوية (بالنسبة إلى الفترة 1990-2000) إلى ظهور قطاعات سوقية في جميع المناطق تعاني من انخفاضات في صافي الفوائد أو ارتفاع في التكاليف الصافية .
كما تم تحديد الآثار الكلية كميا من الناحية غير الاقتصادية فعلى سبيل المثال من المرجح أن يؤثر تغير المناخ على القرن الحادي والعشرين تأثيرا ضارا على مئات الملايين من الناس من خلال زيادة الفيضانات الساحلية وتخفيض إمدادات المياه، وزيادة سوء التغذية وزيادة الآثار الصحية .

## النظم البيولوجية

### الآثار المرصودة على النظم البيولوجية

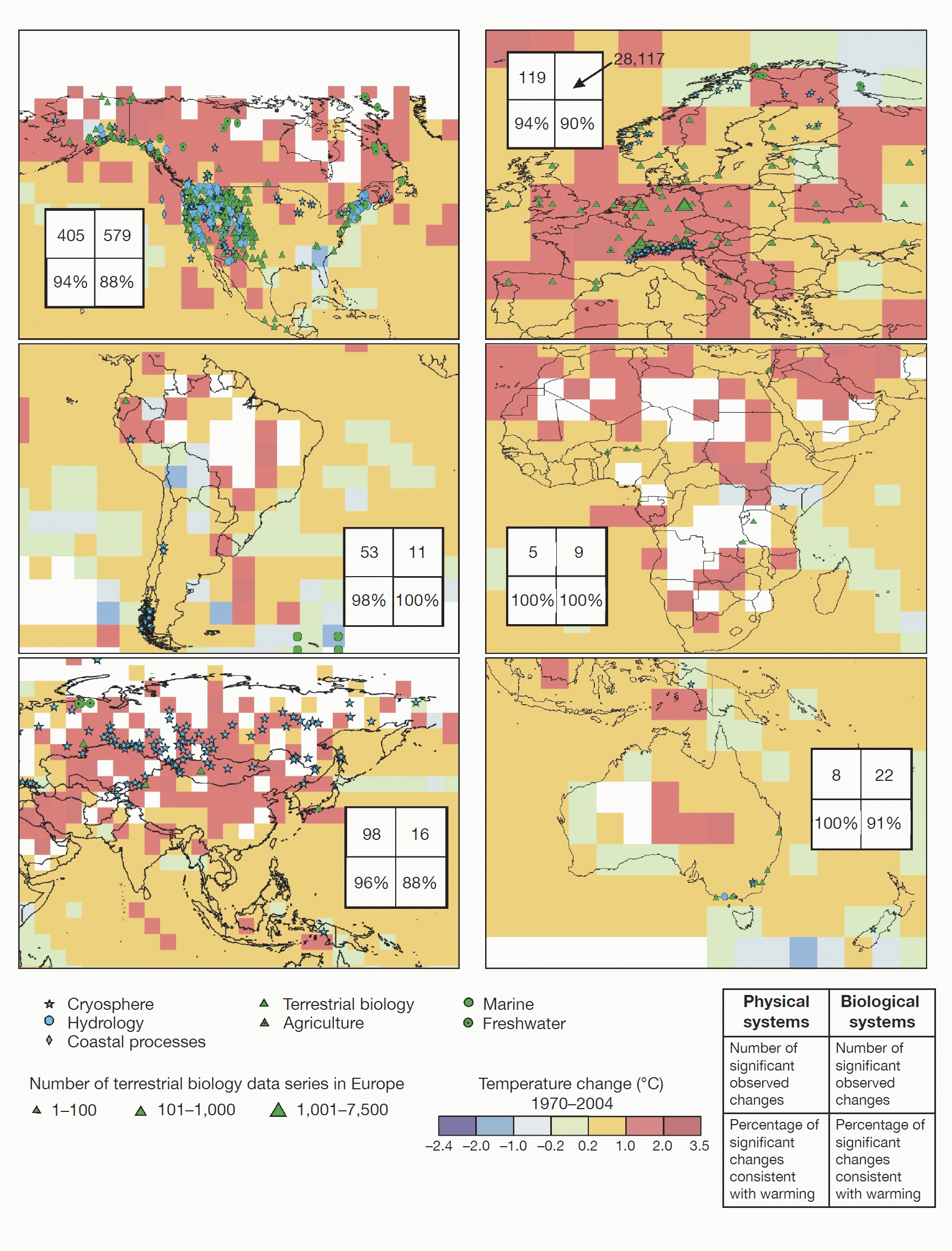
فإن مجموعة واسعة من النظم الفيزيائية والبيولوجية عبر الأرض تتأثر بالاحترار العالمي الناجم عن البشر.

مع ثقة عالية جدا، روزنزويغ وآخرون. (2007) إلى أن الاحترار الأخير قد أثر بشدة على النظم البيولوجية الطبيعية. وقد وثقت مئات الدراسات استجابات النظم الإيكولوجية والنباتات والحيوانات للتغيرات المناخية التي حدثت بالفعل. على سبيل المثال في النصف الشمالي من الكرة الأرضية، فإن الأنواع تتحرك بشكل موحد تقريبا في نطاقاتها شمالا وترتفع في الارتفاع بحثا عن درجات حرارة أكثر برودة. من المرجح جدا أن يسبب البشر تغيرات في درجات الحرارة الإقليمية التي تستجيب لها النباتات والحيوانات.

### الآثار المتوقعة على النظم البيولوجية
وبحلول عام 2100، سوف تتعرض النظم الإيكولوجية إلى ثانى أكسيد الكربون مستويات أعلى بكثير مما كانت عليه في 650,000 سنة الماضية ودرجات الحرارة العالمية على الأقل من بين أعلى المعدلات من ذوي الخبرة في السنوات ال 740,000 الماضية. ومن المتوقع أن تزداد الاضطرابات الكبيرة في النظم الإيكولوجية مع تغير المناخ في المستقبل. وتشمل أمثلة الاضطرابات الاضطرابات مثل الحرائق والجفاف وتفشي الآفات وغزو الأنواع والعواصف وأحداث تبييض المرجان. فالضغوط الناجمة عن تغير المناخ إضافة إلى الضغوط الأخرى على النظم الإيكولوجية (مثل تحويل الأراضي وتدهور الأراضي والحصاد والتلوث) تهدد ضررا كبيرا بفقدان بعض النظم الإيكولوجية الفريدة أو تكملها وانقراض بعض الأنواع المهددة بالانقراض.
وقد قدر أن تغير المناخ هو المحرك الرئيسي لفقدان التنوع البيولوجي في غابات الصنوبريات الباردة والسافانا وأنظمة البحر المتوسط والمناخ والغابات المدارية وفي التندرا في القطب الشمالي وفي الشعاب المرجانية. وفي النظم الإيكولوجية الأخرى قد يكون تغيير استخدام الأراضي محركا أقوى لفقدان التنوع البيولوجي على الأقل في المدى القريب. وبعد عام 2050 قد يكون تغير المناخ المحرك الرئيسي لفقدان التنوع البيولوجي على الصعيد العالمي.
تقييم الأدب من قبل فيشلين وآخرون. (2007)  تقدير كمي لعدد الأنواع التي تزداد خطر الانقراض بسبب تغير المناخ. وبفضل الثقة المتوسطة كان من المتوقع أن يكون ما يقرب من 20 إلى 30٪ من أنواع النباتات والحيوانات التي تم تقييمها حتى الآن (في عينة غير منحازة) من المرجح أن تكون عرضة لخطر الانقراض بدرجة متزايدة إذا تجاوز متوسط درجات الحرارة العالمية ارتفاع درجة الحرارة من 2 إلى 3 درجات مئوية أعلاه  غير أن أوجه عدم التيقن في هذا التقدير كبيرة: إذ يمكن أن تصل النسبة إلى حوالي 2 درجة مئوية إلى حوالي 10 في المائة أو حوالي 3 درجات مئوية تصل إلى 40 في المائة اعتمادا على الكائنات الحية (جميع الكائنات الحية من المنطقة والنباتات والحيوانات التي تعتبر وحدة)  تتراوح بين 1٪ و 80٪. وبما أن متوسط درجة الحرارة العالمية يتجاوز 4 درجات مئوية فوق مستويات ما قبل الثورة الصناعية، تشير التوقعات النموذجية إلى أنه يمكن أن يكون هناك انقراض كبير (40-70٪ من الأنواع التي تم تقييمها) في جميع أنحاء العالم.
ويستند تقييم ما إذا كانت التغيرات المستقبلية في النظم الإيكولوجية ستكون مفيدة أو ضارة إلى حد كبير على كيفية تقييم النظم الإيكولوجية. وبالنسبة للزيادات في متوسط درجات الحرارة العالمية التي تتجاوز 1.5 إلى 2.5 درجة مئوية (بالنسبة لدرجات الحرارة العالمية على مدى السنوات 1980-1999)  وما يصاحب ذلك من CO2 فإن التغيرات المتوقعة في النظم الإيكولوجية ستكون لها آثار سلبية في الغالب على سلع وخدمات التنوع البيولوجي والنظم الإيكولوجية مثل إمدادات المياه والغذاء .

## تغييرات مفاجئة أو لا رجعة فيها
وقد تستجيب النظم الفيزيائية والبيئية والاجتماعية بطريقة مفاجئة أو غير خطية أو غير منتظمة لتغير المناخ. هذا هو عكس استجابة سلسة أو منتظمة ويتعامل الكيان الكمي «بشكل غير منتظم» عندما تكون دينامياته متقطعة (أي غير سلسة) أو غير متجانسة أو غير محدودة أو متفاوتة الاختلاف أو غير محددة على نحو آخر. وغالبا ما يطلق على هذا السلوك «المفرد». وقد يؤدي السلوك غير النظامي في النظم الأرضية إلى عتبات معينة يمكن أن تؤدي عند عبورها إلى تغيير كبير في النظام.
بعض الاختلافات يمكن أن تؤدي إلى آثار شديدة على المستويات الإقليمية أو العالمية. ونوقشت أمثلة على الفروق «الواسعة النطاق» في المقالات المتعلقة بالتغير المناخي المفاجئ والتعليقات المتعلقة بتغير المناخ والتغير المناخي الهارب. فمن الممكن أن يؤدي تغير المناخ الناجم عن الإنسان إلى ظهور اختلافات واسعة النطاق ولكن احتمالات إطلاق مثل هذه الأحداث هي في معظمها غير مفهومة جيدا.
مع ثقة منخفضة إلى متوسطة سميث وآخرون. (2001)  إلى أن الاحترار السريع لأكثر من 3 درجات مئوية فوق مستويات عام 1990 سيتجاوز العتبات التي من شأنها أن تؤدي إلى انقطاعات واسعة النطاق في النظام المناخي. منذ تقييم سميث وآخرون. (2001) فإن الفهم العلمي المحسن يوفر المزيد من التوجيه لشخصيتين كبيرتين: دور التغذية المرتدة لدورة الكربون في تغير المناخ في المستقبل (الذي نوقش أدناه في القسم المتعلق بالدورات الكيميائية الجيولوجية) وذوبان الغلاف الجليدي في غرينلاند وغرب أنتاركتيكا.

### الدورات البيوجيوكيميائية
وقد يكون لتغير المناخ تأثير على دورة الكربون في عملية تفاعلية «ردود الفعل». توجد تعليقات عندما تؤدي العملية الأولية إلى إحداث تغييرات في عملية ثانية تؤثر بدورها على العملية الأولية. تشير النماذج إلى أن تفاعل النظام المناخي ودورة الكربون هو واحد حيث يكون تأثير التغذية المرتدة إيجابيا.
باستخدام سيناريو الانبعاثات A2 شنايدر وآخرون. (2007)  وجد أن هذا التأثير أدى إلى زيادة الاحترار في السنوات 2090-2100 (نسبة إلى 1990-2000) من 0.1-1.5 درجة مئوية وقد جرى هذا التقدير بثقة عالية إن التوقعات المناخية الواردة في التقرير التقييمي الرابع للفريق الحكومي الدولي المعني بتغير المناخ، الموجزة في وقت سابق من 1-1-6,4 درجة مئوية تمثل تأثير التغذية المرتدة هذا. من ناحية أخرى مع ثقة متوسطة شنايدر وآخرون. (2007)  علقوا على أن الإصدارات الإضافية من غازات الدفيئة ممكنة من التجمد وأراضي الخث والأراضي الرطبة ومخازن كبيرة من الهيدرات البحرية في خطوط العرض العالية. .

### الجليد في جرينلاند وغرب أنتاركتيكا
مع ثقة متوسطة خلص مؤلفو AR4  إلى أنه مع زيادة متوسط درجة الحرارة العالمية من 1-4 درجة مئوية (نسبة إلى درجات الحرارة على مدى السنوات 1990-2000) على الأقل ذوبان الجليد من شرايح جليد غرينلاند وربما وستحدث الصفائح الجليدية الغربية في القطب الجنوبي. وكان المدد الزمني المقدر للإنحطاط الجزئي الجزئي قرونا لآلاف السنين وسيسهم من 4 إلى 6 أمتار (13 إلى 20 قدما) أو أكثر لارتفاع مستوى سطح البحر خلال هذه الفترة. .

### دوران الانقلاب الأطلسي

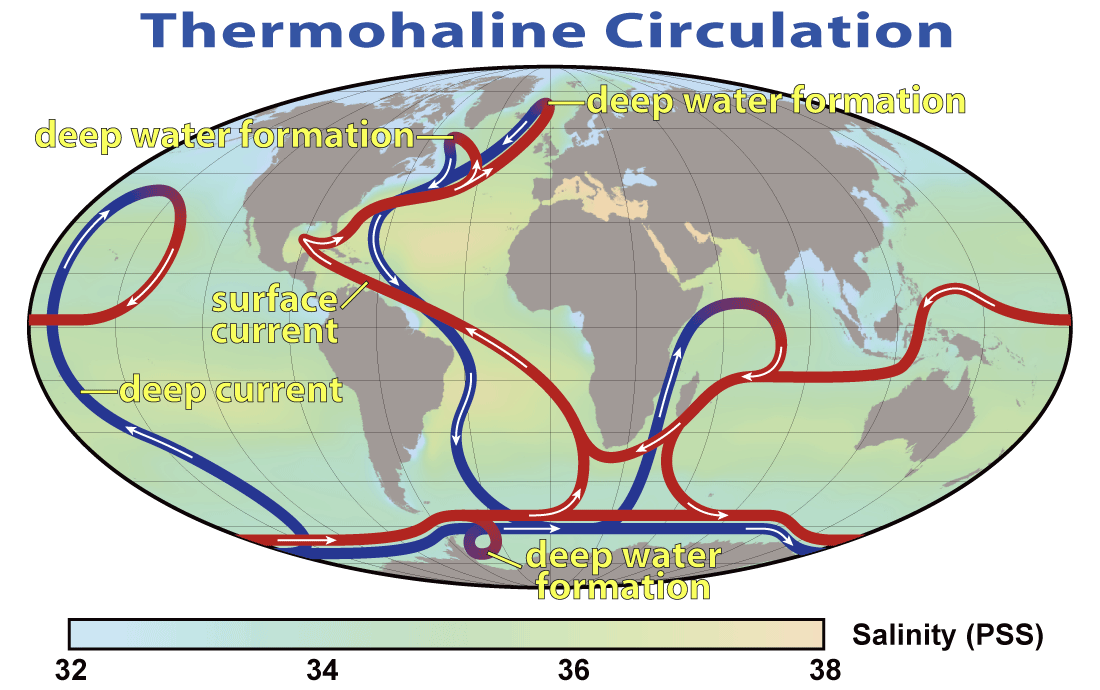
تظهر هذه الخريطة الموقع العام واتجاه سطح دافئ (الأحمر) والباردة التيارات المائية العميقة (الزرقاء) من الدورة الدموية ثيرموهالين. ويمثل الملوحة بالألوان في وحدات مقياس الملوحة العملي. القيم المنخفضة (الأزرق) هي أقل مالحة في حين أن القيم العالية (البرتقالي) هي أكثر ملوحة.

دوران الانقلاب الأطلسي ميريديونال (AMOC) هو عنصر هام في النظام المناخي للأرض، يتميز بتدفق المياه الدافئة والمالحة في الشمال في الطبقات العليا من المحيط الأطلسي وتدفق جنوبي من الماء البارد في أعماق المحيط الأطلسي. ويعرف أموك بالتساوي باسم الدورة الدموية الحرارية (THC). وتشمل الآثار المحتملة المرتبطة بتغييرات موك الاحترار المنخفض أو (في حالة التغير المفاجئ) التبريد المطلق للمناطق الشمالية ذات خطوط العرض المرتفعة بالقرب من غرينلاند وشمال غرب أوروبا وزيادة الاحترار في خطوط العرض المرتفعة في نصف الكرة الجنوبي والتجفيف الاستوائي وكذلك والتغيرات في النظم الإيكولوجية البحرية والنباتات البرية، والمحيطات CO2 وتركيزات الأكسجين المحيطية والتحولات في مصائد الأسماك. ووفقا لتقييم أجراه برنامج العلوم المناخية الأمريكي (كب، 2008b) فمن المرجح جدا (أكثر من 90٪ احتمال استنادا إلى حكم الخبراء) أن قوة أموك سوف انخفاض على مدار القرن ال 21. ولا يزال من المتوقع حدوث الاحترار في معظم المنطقة الأوروبية المصب الحالي لحلف شمال الأطلسي ردا على زيادة غازات الدفيئة وكذلك على أمريكا الشمالية. على الرغم من أنه من المستبعد جدا (احتمال أقل من 10٪ استنادا إلى حكم الخبراء)  أن أموك سوف تنهار في القرن ال 21 والعواقب المحتملة لهذا الانهيار يمكن أن تكون شديدة.

#### الالتزام بالقوة الإشعاعية
وتعتبر انبعاثات غازات الدفيئة التزاما لا رجعة فيه بالإصرار الإشعاعي المستمر في المستقبل. وتعتمد مساهمة الغازات الدفيئة على التأثير الإشعاعي على قدرة الغاز على فخ الإشعاع تحت الحمراء وتركيز الغاز في الغلاف الجوي وطول الوقت الذي يقام فيه الغاز في الغلاف الجوي.
ثانى أكسيد الكربون هو أهم غازات الدفيئة البشرية المنشأ. في حين أن أكثر من نصف ثاني أكسيد الكربون المنبعث يتم إزالته حاليا من الغلاف الجوي خلال قرن من الزمان (حوالي 20٪) من ثانى أكسيد الكربون المنبعث في الغلاف الجوي لعدة آلاف السنين. ونتيجة لذلك فإن CO2 المنبعث اليوم من المحتمل أن يكون التزاما لا رجعة فيه بالقوة الإشعاعية المستمرة على مدى آلاف السنين.
وقد لا يكون هذا الالتزام لا رجعة فيه حقا إذا ما وضعت تقنيات لإزالة كو2 أو غازات الدفيئة الأخرى مباشرة من الغلاف الجوي أو لمنع أشعة الشمس للحث على التبريد. ويشار إلى تقنيات من هذا النوع باسم الهندسة الجيولوجية. ولا يعرف الكثير عن فعالية أو تكاليف أو الآثار الجانبية المحتملة لخيارات الهندسة الجيولوجية. بعض خيارات الهندسة الجيولوجية مثل منع أشعة الشمس لن تمنع المزيد من تحمض المحيطات.

#### آثار لا رجعة فيها
وقد يؤدي تغير المناخ الناجم عن البشر إلى آثار لا رجعة فيها على النظم الفيزيائية والبيولوجية والاجتماعية. وهناك عدد من الأمثلة على آثار تغير المناخ التي قد تكون لا رجعة فيها على الأقل على المدى الزمني لكثير من الأجيال البشرية. وتشمل هذه الخصائص الفوارق الواسعة النطاق الموصوفة أعلاه - التغيرات في التغذية المرتدة لدورة الكربون وذوبان الغلاف الجليدي في غرينلاند وغرب أنتاركتيكا والتغييرات التي طرأت على أموك. في النظم البيولوجية سيكون انقراض الأنواع تأثير لا رجعة فيه. في النظم الاجتماعية، قد تفقد الثقافات الفريدة بسبب تغير المناخ. فعلى سبيل المثال يواجه البشر الذين يعيشون على الجزر المرجانية مخاطر بسبب ارتفاع مستوى سطح البحر وارتفاع درجة حرارة سطح البحر وزيادة تواتر وشدة الأحداث الجوية القاسية .

## فوائد الاحترار العالمي
في بعض المواقع والصناعات قد يزيد الاحترار العالمي من الإنتاجية، على الرغم من أن الهيئة الحكومية الدولية المعنية بتغير المناخ تحذر من أن «التقديرات تتفق على حجم التأثير (صغيرا بالنسبة للنمو الاقتصادي) و 17 من تقديرات الأثر ال 20 المبينة في الشكل 10-1 سلبية. تسارع مع زيادة الاحترار وتختلف التقديرات». وفيما يلي الفوائد المحددة.

### تأثير التسميد CO2
CO2 هو واحد من المواد التي تحتاجه النباتات للنمو وزيادة كمية في الهواء يساهم في:
- تحسين الزراعة في بعض مناطق خطوط العرض العالية [202]
- زيادة موسم النمو في غرينلاند [203]
- زيادة إنتاجية أشجار البرتقال الحامض [204]
- زيادة نشاط الغطاء النباتي في خطوط العرض الشمالية المرتفعة [205]
- زيادة الكتلة الحيوية للهائمات في شمال المحيط الهادئ [206]
- الزيادة الأخيرة في نمو الغابات [207]
- زيادة إنتاج نبات التندرا في القطب الشمالي [208]

### صحة الإنسان
- وقد تنخفض وفيات الشتاء عندما تكون درجات الحرارة دافئة. ومع ذلك فإن هذا متنازع عليه في بعض المناطق على الأقل. على سبيل المثال [209] يقول «على الرغم من أن الوفيات الشتوية المفاجئة موجودة بشكل واضح فإن شدة البرد في فصل الشتاء لم تعد تتوقع الأرقام المتأثرة ونخلص إلى أنه لا يوجد دليل على أن الوفيات الشتوية الزائدة في إنجلترا وويلز ستنخفض إذا كان الشتاء دافئا مع تغير المناخ».

### ممر الشمال الغربى خالى من الجليد
- وستسافر السفن على طريق أقصر بين محيطات المحيط الهادئ والمحيط الأطلسي [210]

### التغيرات السكانية الحيوانية
بعض الحيوانات سوف تستفيد من الاحترار:
- زيادة في بطريق جنتو وبطريق شريطى الذقن [211]
- مارموط أكبر [212]

## الرأي العلمي
ونشر الفريق الحكومي الدولي المعني بتغير المناخ عدة تقييمات رئيسية عن آثار الاحترار العالمي. ونشر أحدث تقييم شامل للأثر في عام 2014. كما أن المنشورات التي تصف آثار تغير المناخ قد أنتجتها أيضا المنظمات التالية
- الجمعية الأمريكية لتقدم العلوم (AAAS) [215]
- وتقرير من وكالة التقييم البيئي الهولندية والمعهد الملكي الهولندي للأرصاد الجوية وجامعة فاغينينغن ومركز البحوث [216]
- المملكة المتحدة برنامج البحث تجنب [217]
- تقرير من الجمعية الملكية البريطانية والأكاديمية الوطنية الأمريكية للعلوم [218]
- مركز بحوث تغير المناخ بـجامعة نيو ساوث ويلز [219]
- مجلس البحوث القومي الأمريكي [220][221]

تقرير من مولينا وآخرون. (بدون تاريخ)  تنص على ما يلي: 
وتثبت الأدلة الساحقة عن تغير المناخ الناجم عن الإنسان الآثار الحالية مع تكاليف كبيرة ومخاطر مستقبلية غير عادية على المجتمع والنظم الطبيعية

### NASA البيانات والأدوات
أصدرت وكالة ناسا بيانات وأدوات عامة للتنبؤ بكيفية تغير درجة الحرارة وأنماط هطول الأمطار في جميع أنحاء العالم حتى عام 2100 بسبب زيادة ثاني أكسيد الكربون في الغلاف الجوي للأرض. وتظهر مجموعة البيانات التغيرات المتوقعة في جميع أنحاء العالم على المستوى الإقليمي التي تحاكيها 21 نموذجا مناخيا. ويمكن الاطلاع على البيانات على جدول زمني يومي للمدن والبلدات الفردية ويمكن استخدامها لإجراء تقييمات للمخاطر المناخية للتنبؤ بالآثار المحلية والعالمية لأخطار الطقس مثل الجفاف والفيضانات وموجات الحرارة وانخفاض الإنتاجية الزراعية والمساعدة .

## ملحوظات هامه
يستخدم تقرير التقييم الثالث  و AR4  المشار إليهما في هذه المقالة لغة محددة وكمية لوصف عدم التيقن. والغرض من هذه اللغة هو تقديم مؤشر لمستوى الثقة لدى مؤلفي الفريق الحكومي الدولي المعني بتغير المناخ بشأن نتيجة معينة. واللغة النوعية المستخدمة لوصف عدم اليقين لها مقياس كمي مرتبط بها. والقصد من القيم الكمية للمصطلحات النوعية هو ضمان تفسير مستويات الثقة بشكل صحيح. وذلك لأن البيانات النوعية وعلى سبيل المثال باستخدام كلمة «على الأرجح»، يمكن تفسيرها بشكل مختلف من حيث الكمية.
مستويات الثقة المستخدمة في تقرير التقييم الثالث:
- عالية جدا = 95٪ أو أكثر
- عالية = 67-95٪
- متوسط = 33-67٪
- منخفض = 5-33٪
- منخفض جدا = 5٪ أو أقل

وتره أدناه بيانات الثقة التي أدلي بها في AR4:
- ثقة عالية جدا: على الأقل 9 من أصل 10 فرصة ليكون صحيحا
- ثقة عالية: حوالي 8 من أصل 10 فرصة "" "
- ثقة متوسطة: حوالي 5 من أصل 10 فرصة "" "
- ثقة منخفضة: حوالي 2 من أصل 10 فرصة "" "
- ثقة منخفضة جدا: أقل من 1 من أصل 10 فرصة "" "

يستخدم الفريق الحكومي الدولي المعني بتغير المناخ (2012)  المصطلحات التالية: «منخفض جدا» و «منخفض» و «متوسط» و «مرتفع» و «ثقة عالية جدا». وعلى عكس تقرير التقييم الثالث والتقرير الرابع، فإن المقياس نوعي وليس كميا.
والقيم الكمية التي يستخدمها مؤلفو الفريق الحكومي الدولي المعني بتغير المناخ هي احتمالات «ذاتية» وتعرف أيضا باحتمالات «شخصية»  وتعكس رأي خبراء مؤلفي الفريق الحكومي الدولي المعني بتغير المناخ. في هذه الصيغة الاحتمال ليس فقط وظيفة من حدث، ولكن أيضا حالة المعلومات التي تتوفر للشخص إجراء التقييم. وفي هذا الإطار قد تتغير الاحتمالات المخصصة كلما توفرت معلومات أكثر أو مختلفة.
ويستخدم الفريق الحكومي الدولي المعني بتغير المناخ أيضا مقياسا آخر لوصف احتمال وقوع حدث معين. وهذا يختلف عن مقاييس الثقة الموصوفة أعلاه ومن الممكن تعيين قيم الثقة لبيانات الاحتمالية. وعلى سبيل المثال الحكم على أن الحدث غير محتمل (على سبيل المثال، المتداول النرد مرتين والحصول على ست مرات على حد سواء) يمكن تعيين مستوى عال من الثقة العلمية. أيضا، احتمال أن يكون هناك احتمال حدوث حدث (على سبيل المثال عملة قذف القادمة رؤساء) قد يتم أيضا تعيين مستوى عال من الثقة.

## روابط خارجية
- The IPCC Working Group I (WG I). الفريق العامل الأول للفريق الحكومي الدولي المعني بتغير المناخ . وتقوم هذه الهيئة بتقييم الجوانب العلمية الفيزيائية لنظام المناخ وتغير المناخ
- Climate change على موقع شعبة التنمية الاقتصادية والاجتماعية التابعة للأمم المتحدة